# Autoportraits de Rembrandt
Vous lisez un « article de qualité » labellisé en 2023.

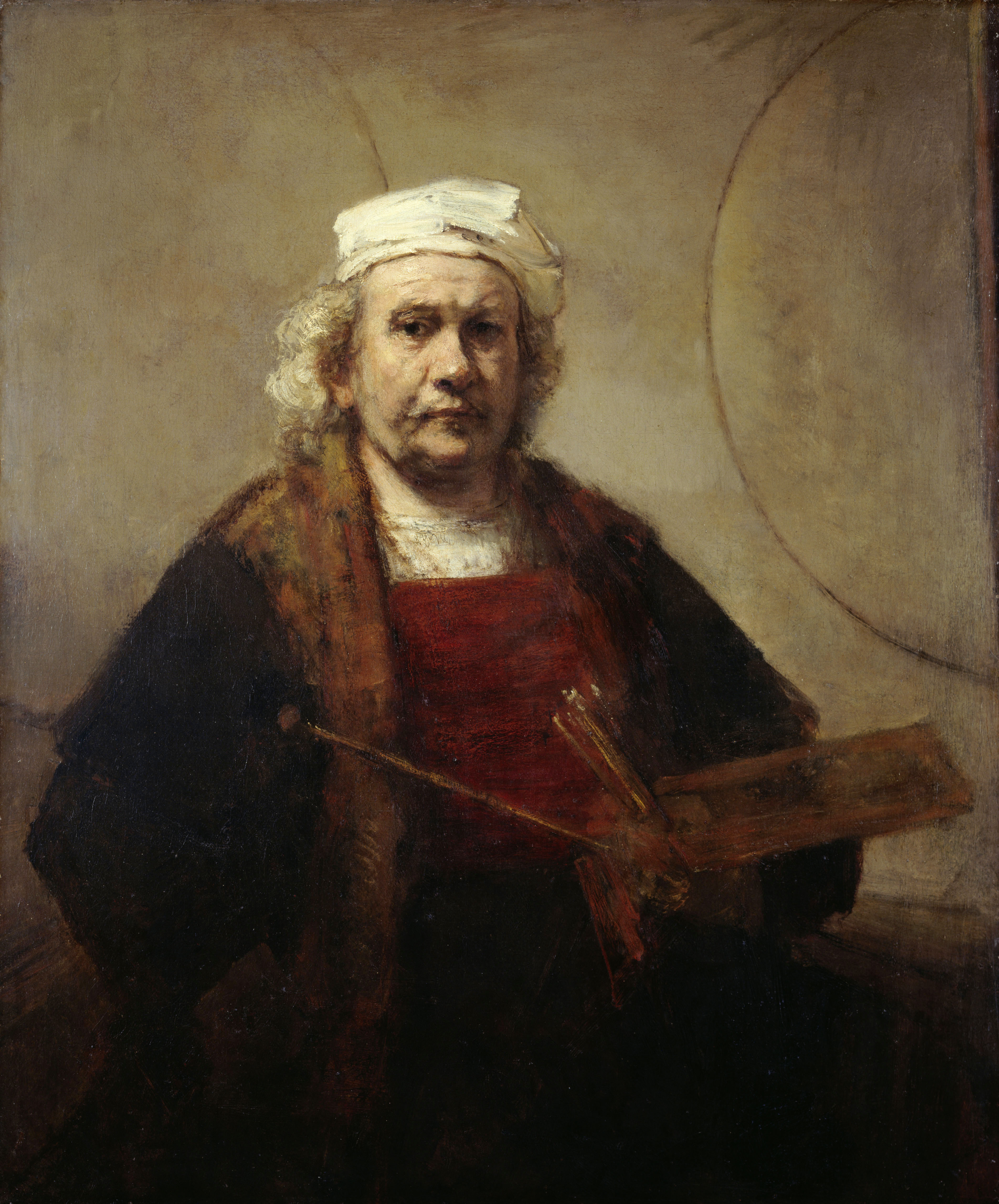
Autoportrait aux deux cercles, 1660.

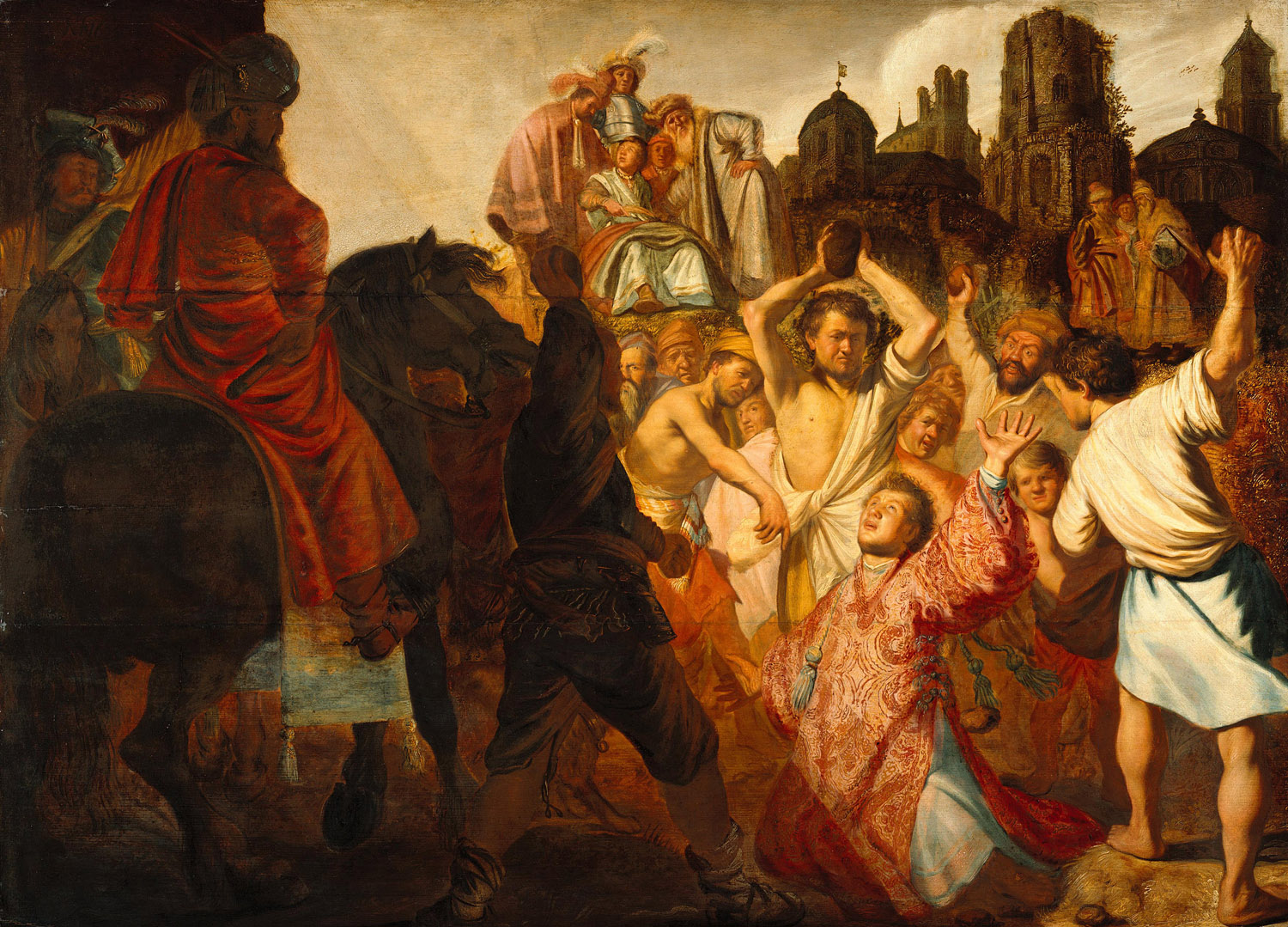
La Lapidation de saint Étienne, 1625, Musée des beaux-arts de Lyon.

Les autoportraits de Rembrandt sont un ensemble de tableaux, de gravures et de dessins réalisés pendant quarante ans, de 1628 à la mort de l'artiste néerlandais en 1669. Rembrandt a réalisé près de cent autoportraits, dont environ 40 tableaux, 31 eaux-fortes ainsi que des dessins. Ce grand nombre était très rare à son époque, ses contemporains se contentant d'une poignée d'autoportraits.
Cet imposant corpus d'œuvres offre au spectateur un journal intime : on voit Rembrandt vieillir, exprimer diverses humeurs du moment, se déguiser ; on le voit aussi évoluer : d'abord jeune aux cheveux rebelles, il gagne ensuite en assurance, revendique un statut d'artiste qui doit le placer à un rang social élevé, puis se présente comme un sage ou comme un vieillard décrépit, usé par les épreuves (deuils, ruine). Sa technique évolue aussi au fil du temps, avec cette recherche incessante de la lumière et du clair-obscur.
On ignore pourquoi Rembrandt a produit autant d'autoportraits : l'artiste ne s'en est jamais expliqué. Il se représente dans ses peintures d'histoire avant même ses autoportraits, comme dans l'une de ses plus anciennes peintures connues, La Lapidation de saint Étienne (1625), ou parmi les tronies de ses eaux-fortes. Ses différentes expressions semblent davantage relever de la recherche expérimentale. En s'essayant à plusieurs styles de portrait, Rembrandt montre qu'il les maîtrise et qu'il s'approprie les œuvres originales : il révèle sa grande connaissance de l'histoire de l'art, ses maîtres, ses règles.
L'originalité des techniques (son utilisation de l’impasto) et du traitement de la couleur, la lumière et l'espace est la raison principale du succès de l'œuvre peint et gravé — et donc des autoportraits — de l'artiste : les amateurs cherchaient avant tout un échantillon de son art. En revanche, ses talents, qui s'expriment mieux dans les tronies et les autoportraits, poussent Rembrandt à produire plus d'autoportraits que n'importe quel autre artiste (de son temps ou futur). Si pour le reste de sa production le sujet passe au second plan, ses autoportraits, qui sont à la fois un exemple de ce que Rembrandt fait de mieux et un famoso (une célébrité — lui) comme sujet, sont devenus ses œuvres les plus prisées.

## Contexte historique
Dans l'Antiquité, seuls des artistes auxquels on a accordé ce privilège ont le droit de produire des portraits. Au Moyen Âge, les artistes produisent des images sous le contrôle de l'Église, cantonnés à un simple rôle de « techniciens au service des hommes et de Dieu », et excluent du sujet leur « réalité inférieure ». Petit à petit, les artistes s'affirment individuellement, gagnent un nouveau statut, commencent à signer leurs œuvres et personnalisent davantage leurs sujets.

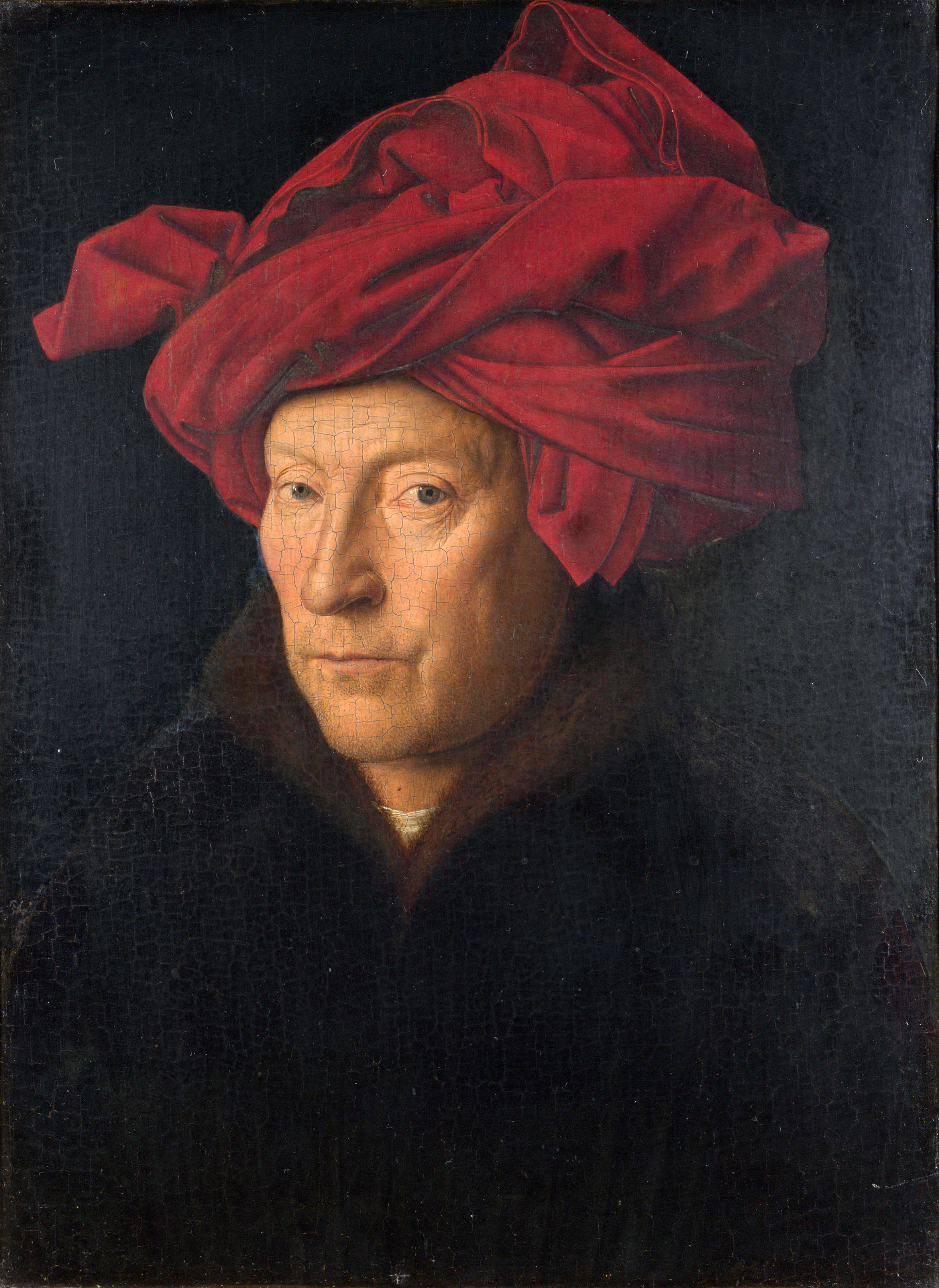
Probablement le premier autoportrait de l'histoire : L'Homme au turban rouge de Jan van Eyck (1436, National Gallery de Londres).

Les peintres et sculpteurs se glissent ensuite discrètement dans leurs compositions : les autoportraits in assistenza (une incrustation de l'artiste dans un tableau religieux ou d'histoire) deviennent habituels depuis la fin du Moyen Âge et Giotto, l'artiste se plaçant comme spectateur de la scène historique (il y assiste, d'où le nom ; on parle aussi d'autoportrait « situé »),. On considère que le premier autoportrait indépendant (c'est-à-dire dont le peintre est le sujet principal en portrait) est L'Homme au turban rouge de Jan van Eyck (1436), même s'il existe des doutes sur le fait que ce soit un autoportrait. L'autoportrait connaît ensuite une évolution lente, tandis que la production picturale s'émancipe progressivement de la stricte sphère religieuse et que les artistes expriment leur ambition et leur personnalité. Les portraits de uomini illustri ou famosi (hommes illustres ou célèbres) fleurissent, et les dictionnaires d'artistes — Le Vite de Vasari en tête — favorisent la réalisation de portraits destinés à les illustrer. À partir du XVIe siècle, les académies d'art italiennes entreprennent la constitution de collections d'autoportraits.
D'abord destinés à la royauté, les portraits en majesté sont repris par les artistes pour se représenter avec leurs attributs, dans le but d'affirmer la noblesse de leur profession. L'humaniste flamand Dominique Lampson publie en 1572 la série de vingt-trois estampes Pictorum aliquot celebrium Germaniae inferioris effigies, gravées par Johannes et Hieronymus Wierix, Cort et Hieronymus Cock d'après des portraits ou des autoportraits d'artistes flamands, néerlandais et allemands disparus. Connaissant un grand succès, elle est augmentée et rééditée à La Haye par Hendrik Hondius I en 1610 et présente les artistes avec des vêtements élégants, et surtout défend l'idée qu'une école de peinture de l'Europe du Nord peut se démarquer de l'école italienne. Rembrandt s'inspire beaucoup des gravures de cette série et d'autres artistes, en particulier de Dürer, en reprenant leurs vêtements pour s'inscrire dans leur tradition, en citant certains éléments précis (le bonnet, la pose des bras, etc.) ou en ayant la même démarche de commencer par des autoportraits in assistenza dans des tableaux d'histoire (1625-1627) et de poursuivre avec des autoportraits indépendants à la fin de la période où il séjourne à Leyde (fin des années 1620),,.

## Chronologie

### Autoportraitsin assistenza
Dès 1625, alors qu'il n'a que vingt ans et étudie depuis peu à Amsterdam dans l'atelier de Pieter Lastman, Rembrandt se représente dans le tableau La Lapidation de saint Étienne. Dans la foule, encadré par des bras levés, il regarde le spectateur, tandis que son ami Jan Lievens, qui étudie dans le même atelier, est lui aussi représenté, au même niveau, de l'autre côté du bourreau. Bonafoux se demande si, en se plaçant parmi la foule qui tue saint Étienne, il ne prend pas position contre l'Église.
L'année suivante, il peint Tableau d'histoire, dans lequel il prend un air grave, derrière le juge, dans une scène dont l'iconographie demeure inconnue, ainsi que dans un portrait de groupe : Un concert (1626, musée De Lakenhal). Rembrandt montre déjà dans ce dernier tableau son affection pour le déguisement et se représente dans un portrait semble-t-il familial, où tout le monde porte des « turqueries » : il cherche, en s'éloignant d'une représentation de la réalité, à étonner le spectateur, malgré la mode des scènes de genre orientales. Cependant, Bonafoux exclut toute tentative de métaphore de sa part et penche plus pour sa volonté de se faire une place sur le marché de l'art. En 1627, Rembrandt continue à s'inclure in assistenza dans un nouveau sujet historique, David présentant la tête de Goliath au roi Saül (1627, Kunstmuseum de Bâle).
Ses apparitions dans des scènes historiques ou de genre s'inscrivent dans une tradition ancienne qui perdure encore au XVIIe siècle : Pierre Paul Rubens dans Autoportrait avec Justus Lipsius, Jan Woverius et son frère, Philippe Rubens ou Les Quatre Philosophes (c. 1611-1612, Galerie Palatine) ; Diego Vélasquez dans La Reddition de Bréda (1634-1635) et Frans Hals dans Miliciens de Saint-Georges (1639, musée Frans-Hals, où il assiste à un jugement) ; Charles Le Brun dans Descente du Saint Esprit (1656-1657, coll. priv., où il assiste au martyre de saint Étienne).

### Premiers autoportraits et expériences

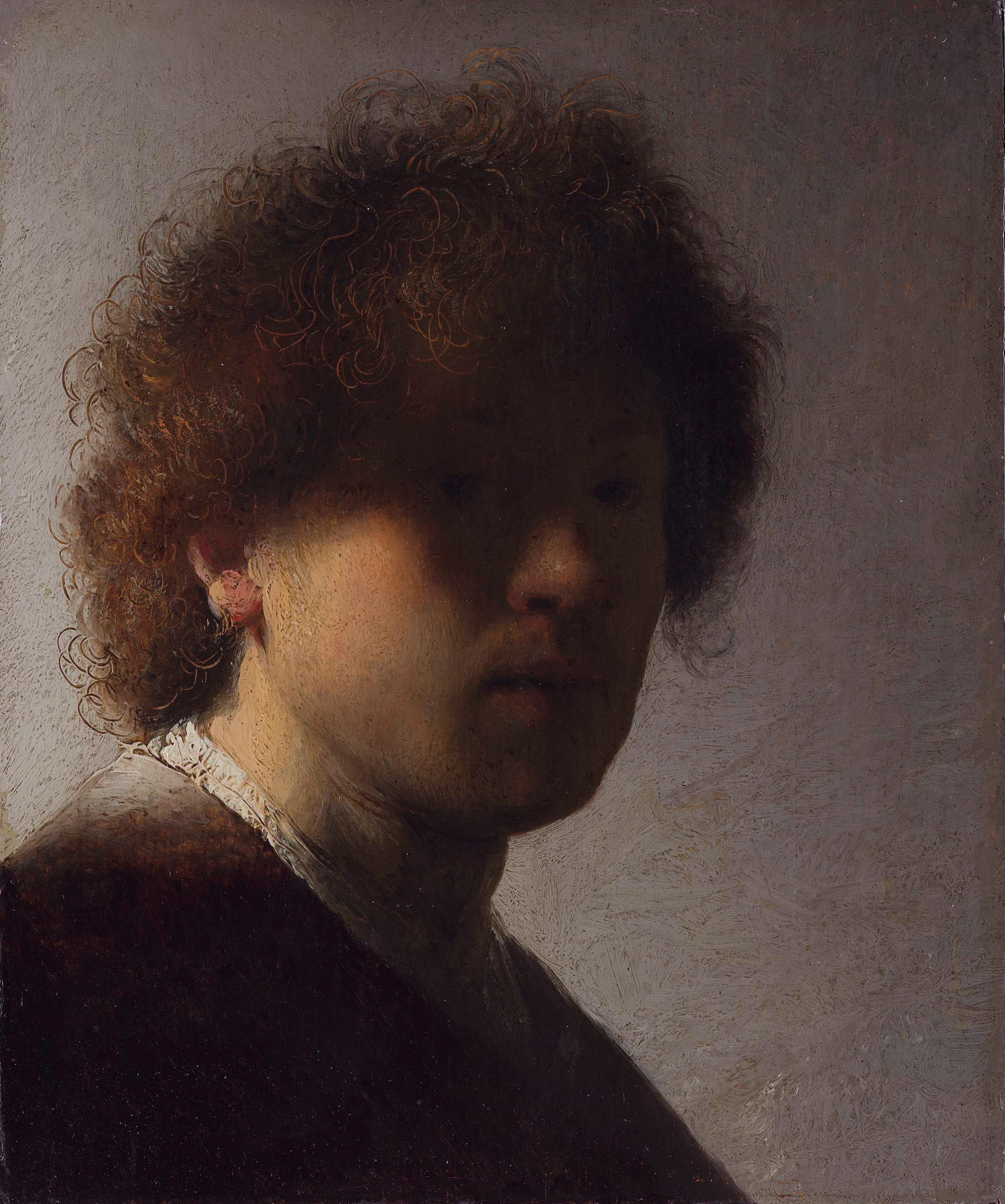
Autoportrait de jeunesse (c. 1628, Rijksmuseum Amsterdam).

Ses tout premiers autoportraits sont deux dessins d'environ 1628,. Les premiers autoportraits gravés sont difficiles à dater : Rembrandt à bonnet et robe fourrée (entre 1625 et 1631, Rijksmuseum Amsterdam) et Petit autoportrait (c. 1627-1628, Rijksmuseum Amsterdam) sont néanmoins eux aussi réalisés vers 1628. Dans ses premiers autoportraits gravés (1628-1629), Rembrandt étudie sa tête, non pas seulement pour bien en exécuter les traits, mais également déjà pour expérimenter de forts contrastes de lumière. Dans le groupe suivant (1630), il cherche à « explorer et restituer les mouvements de l'âme », décrivant différentes expressions faciales.
Enfin, son premier autoportrait peint autonome (c'est-à-dire si l'on exclut les autoportraits in assistenza) est son Autoportrait de jeunesse, réalisé à la même période, à l'âge de 22 ans (c. 1628, Rijksmuseum Amsterdam), en partie comme exercice de clair-obscur, qui s'inscrit de manière générale dans sa recherche sur les effets de la lumière,.
Ses recherches sur le clair-obscur seront une constante tout au long de sa carrière, aussi bien dans ses peintures que ses estampes : cela restera comme l'une des caractéristiques les plus importantes de son œuvre,,,. Rembrandt s'approprie ainsi le clair-obscur pour en faire un langage propre « d'une rare poésie ».
Dans un autre Autoportrait de jeunesse de plus petit format, peint peu après (1629, Alte Pinakothek), Rembrandt inclut davantage d'émotion ; il continue à travailler la lumière, mais « s'exerce à saisir un moment fugace, créant une sorte d'effet instantané qui devait, par la suite, apparaître souvent dans ses scènes d'histoire et ses portraits ». Tandis que ses prédécesseurs et contemporains cherchaient plutôt à se représenter sous leur meilleur jour, Rembrandt n'hésite pas dès ses premiers autoportraits à peindre des visages déformés par l'émotion ou qu'on peine à reconnaître. En ceci, ils sont plus proches des caractéristiques des tronies, allant jusqu'à porter des vêtements pittoresques et endosser des rôles (soldat, moqueur…).

### Formalisme soudain du début des années 1630

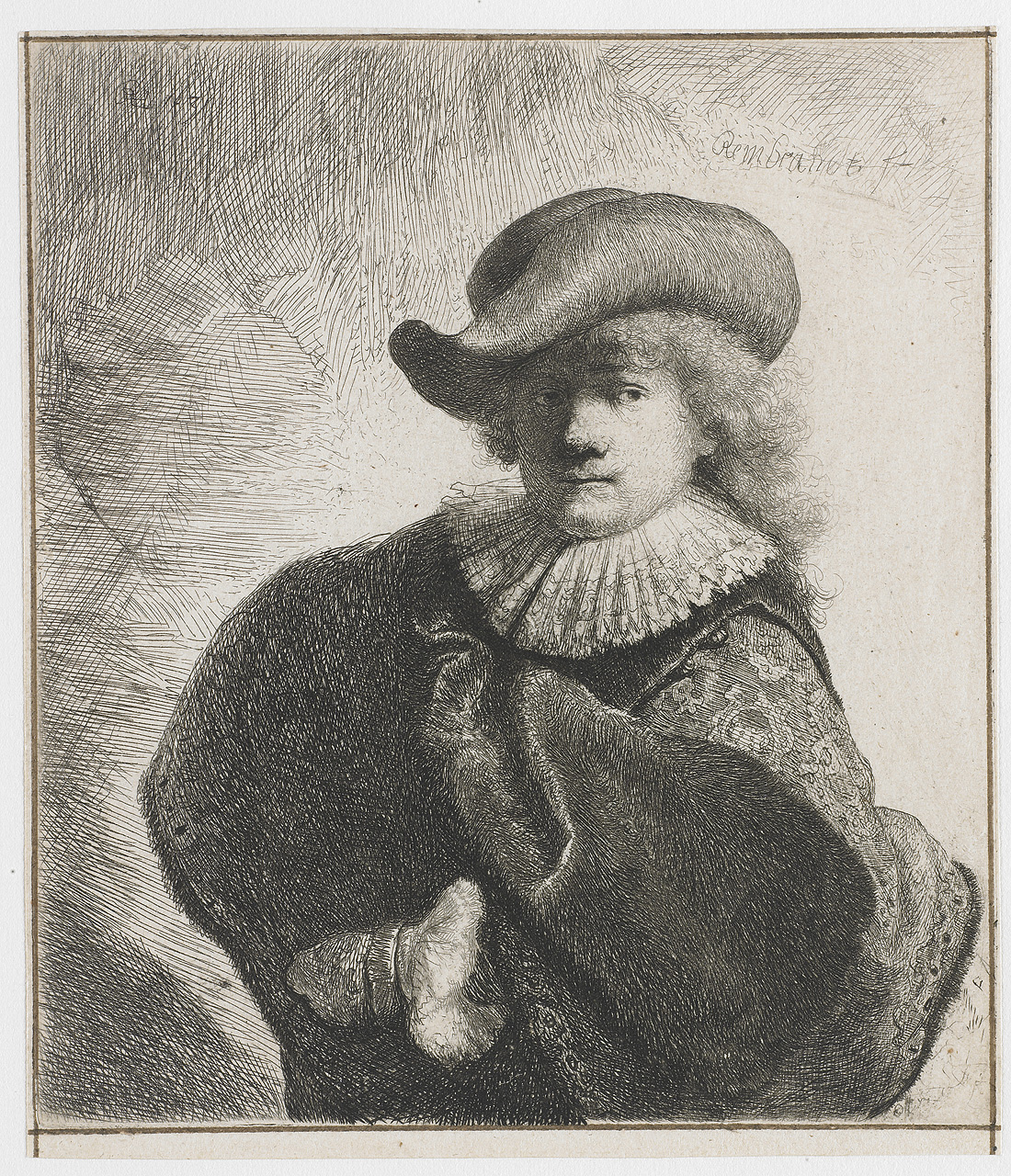
Autoportrait avec chapeau et une main sur la hanche (1631-1633, Rijksmuseum Amsterdam).

Après cette phase d'expérimentation et de recherche, Rembrandt produit des autoportraits peints et gravés plus formels à partir de 1631. Il travaille davantage les décors et la matière, sans toutefois se départir d'effets d'ombre et de lumière. Il ne montre généralement que la tête, un col et les épaules, porte des vêtements noirs à la mode et un chapeau. Ce formalisme coïncide avec le contexte économique du marché de l'art à Amsterdam, où les portraits et autoportraits sont un genre nouveau et recherché. Les eaux-fortes de cette année-là sont souvent réalisées en plusieurs états, Rembrandt ajoutant au fur et à mesure des détails aux manteaux et couvre-chefs (boutons, ourlets, motifs floraux). Ce travail minutieux révèle son souci de se faire une identité, une sorte de carte de visite. C'est assez notable dans Autoportrait au manteau (B. 15) et Autoportrait avec chapeau et une main sur la hanche (B. 7).
L'année 1632 est la plus féconde de l'artiste en portraits. Les vêtements qu'il porte dans les autoportraits peints de cette année-là témoignent d'une aisance financière, qui résulte du nombre déjà important de commandes. Autoportrait au chapeau à large bord suit le format ovale très demandé à l'époque, tandis que l'autre, d'un plus petit format, a probablement été exécuté pour un amateur d'art de La Haye, où Rembrandt s'est rendu pour exécuter plusieurs commandes.

### Goût pour les vêtements pittoresques et d'époque

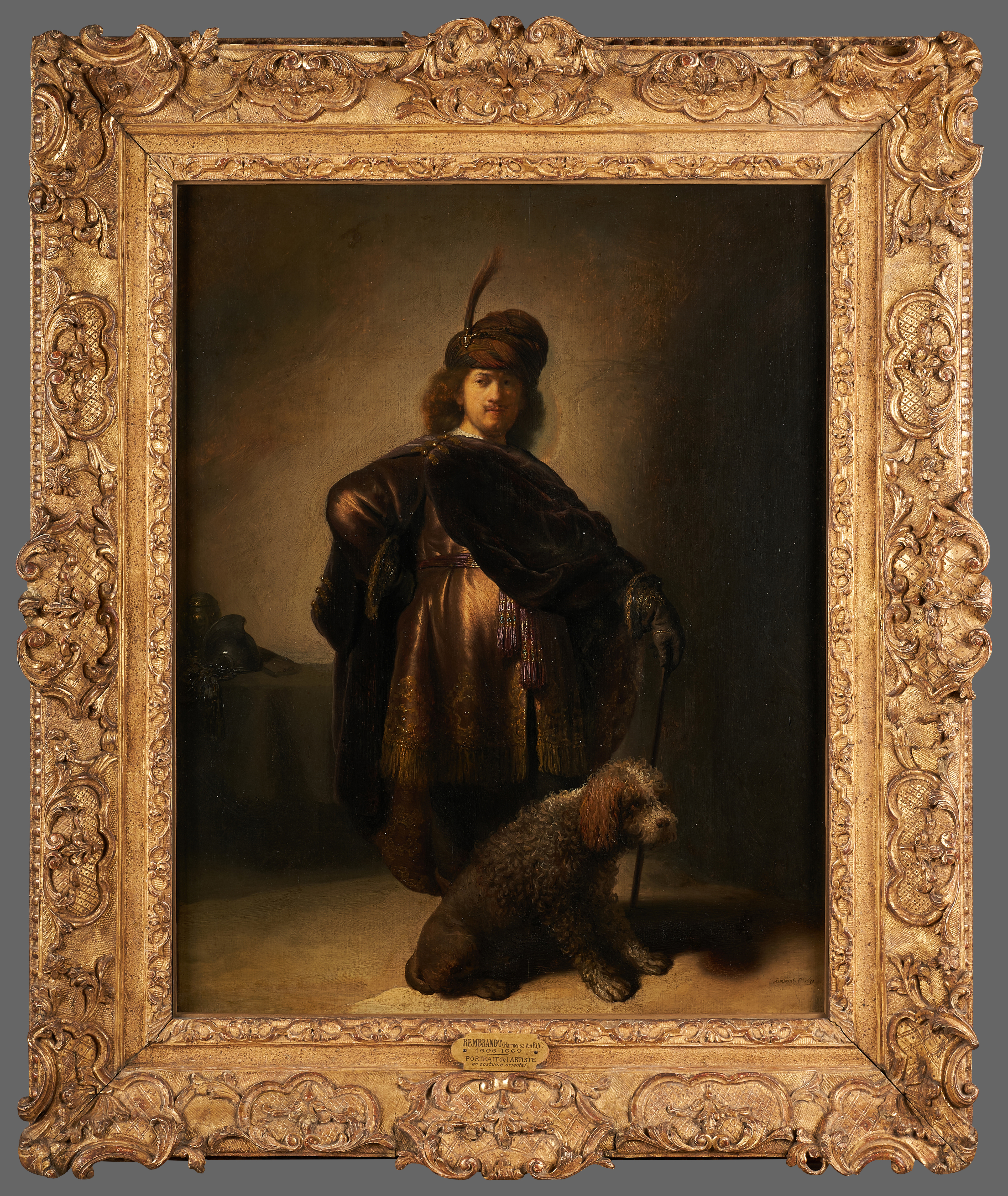
Portrait de l'artiste en costume oriental, 1631-1633, Petit Plais, Paris.

Rembrandt laisse pourtant ce formalisme de côté après 1632 : il troque définitivement la mode de son époque pour celle du siècle précédent et les costumes orientaux. Pour leur donner un côté plus pittoresque encore, il invente parfois des tenues pour ses tronies et utilise nombre d'accessoires qui lui permettent aussi de faire l'étalage de sa technique : les contrastes entre colliers et manteaux, la différence de réflexion de la lumière entre une matière et l'autre sont autant de prétextes pour mettre en avant sa virtuosité.
Entre 1631 et 1633, il se représente en prince oriental, avec à ses pieds un barbet, à l'époque utilisé pour la chasse aux oiseaux d'eau en raison de son pelage fourni qui le protégeait du froid. Des radiographies ont révélé que ce chien a été ajouté postérieurement par Rembrandt, pour masquer ses jambes dont la position semblait lui déplaire. Aujourd'hui au Petit Palais, ce portrait est le seul sur lequel l’artiste se soit représenté en pied, probablement réalisé à Leyde, en 1631, avant son départ pour Amsterdam. 
L'accessoire que Rembrandt utilise le plus est son béret. Typique du XVIe siècle, il est considéré à cette époque comme un attribut très ancien, au point qu'il en affuble des soldats romains. Selon Manuth, cette utilisation dans ses autoportraits autonomes pourrait s'expliquer par la volonté de l'artiste de se présenter avant tout comme un peintre d'histoire. Ses élèves l'imitent et le béret devient la marque de fabrique de Rembrandt, au point que ses sujets historiques sont éclipsés par ce symbole, jusqu'à aujourd'hui.

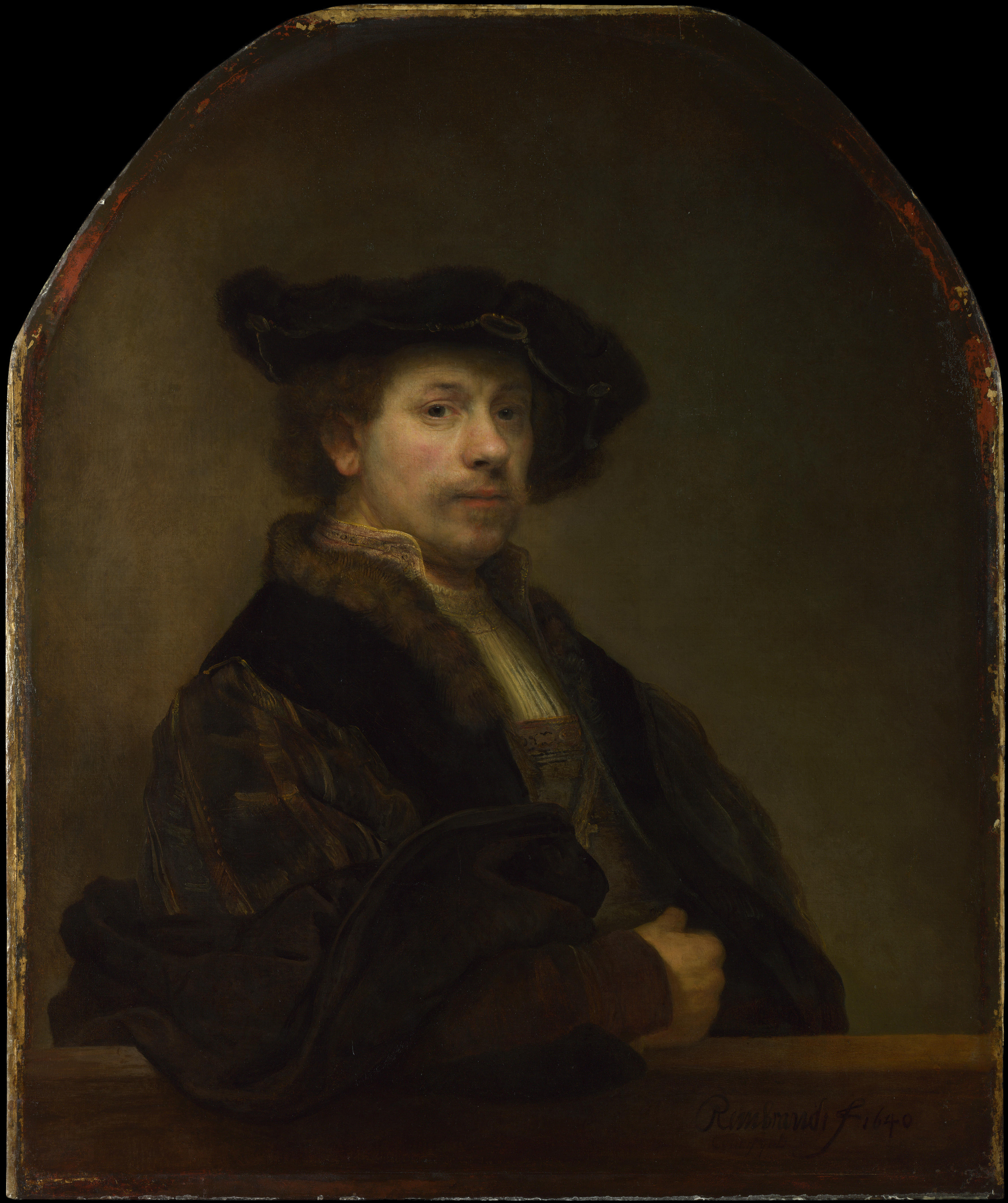
Autoportrait à l'âge de 34 ans (1640, National Gallery).

Vers 1640, Rembrandt a une carrière pleine de succès : il est devenu très renommé, et ses œuvres sont conservées dans des collections de princes et d'amateurs qui paient le prix fort pour les obtenir. C'est ainsi qu'il se représente très sûr de lui dans « ce qui [est] peut-être son autoportrait le plus ambitieux », l’Autoportrait à l'âge de 34 ans (1640, National Gallery). Il s'inspire pour la posture des maîtres italiens, au point que certains lui prêtent des ambitions aristocratiques, ce que rejette Manuth : Rembrandt n'avait semble-t-il pour seule ambition que d'être considéré comme un « grand maître de son temps », aspirant à entrer dans l'histoire sur le plan purement artistique. On constate aussi l'utilisation de costumes historisants datant du début du XVIe siècle dans ses estampes, telle Autoportrait avec Saskia (1636, B. 19). Au-delà du sujet, Manuth y voit « une tentative consciente de Rembrandt pour se ranger parmi des collègues plus anciens ayant joué un rôle déterminant dans l'évolution de la tradition picturale d'Europe du Nord ».

### Affirmation comme artiste

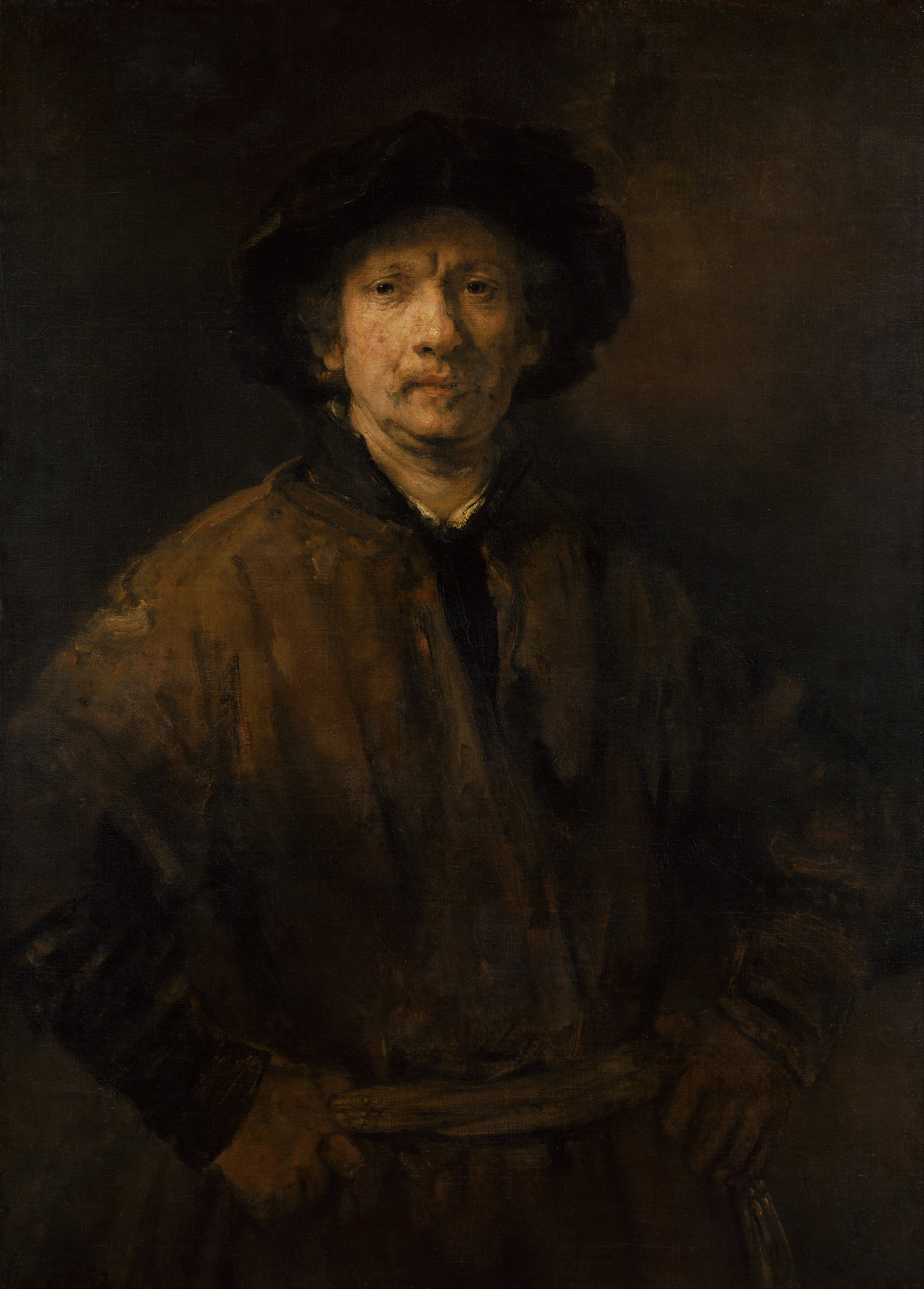
Autoportrait (c. 1652, musée d'Histoire de l'art de Vienne).

Après avoir peint en moyenne plus d'un autoportrait par an jusqu'en 1645, Rembrandt n'en peint plus pendant sept ans, se consacrant à la gravure et à la peinture de paysages. Comme pour ses deux autoportraits gravés suivants (B. 22 et S. 379), il abandonne ses habits historiques et se représente en tenue de travail dans son nouvel autoportrait peint, Autoportrait (c. 1652, musée d'Histoire de l'art de Vienne). Dans ce tableau, Rembrandt se montre sûr de lui, les mains sur les hanches et la lumière guidant le regard vers ses yeux perçants ; le spectateur oublie son costume, sobre et sombre, pour n'en retenir que l'essentiel : Rembrandt s'affirme avant tout comme un artiste.
Il utilise ses autoportraits pour réaffirmer ce qu'il estime être un statut légitime et, tandis que sa vie privée devient chaotique et qu'il éprouve de grandes difficultés économiques, devant vendre sa maison et sa collection d'art si importante pour lui, il peint en 1658 le majestueux autoportrait de la Frick Collection. Portant un costume très coloré, il se présente en grandeur nature, en position frontale, dans une pose presque triomphante lui ayant valu d'être comparé au « prince des peintres » ou à un dieu grec.
Dans l’Autoportrait au chevalet de 1660, Rembrandt se représente en pied, face à un chevalet, ses outils à la main — la seule fois qu'il se représente ainsi. Il travaille très peu les détails, à l'exception de son visage : il détaille ses rides en creusant de petits sillons dans la peinture fraîche, crée du volume de la même manière pour ses sourcils et sa moustache. L'artiste n'hésite pas à se montrer vieilli, mais conserve son regard saillant et sa pose vive. « Il se montre en peintre, qui n'est pas de son temps, mais d'un passé enfui. » Il se représente à nouveau comme artiste dans deux dessins, une eau-forte (c. 1658, S. 379), ainsi qu'en peinture, avec l’Autoportrait aux deux cercles (c. 1665-1669, Kenwood House).
Rembrandt peint trois autoportraits la dernière année de sa vie, en 1669. Son autoportrait de la Mauritshuis est considéré comme le dernier. Les coups de pinceaux semblent hésitants par endroits, comme inachevés, mais son sens de l'observation est intact et le rendu de son bonnet montre qu'il n'a rien perdu de ses facultés. Modifié à de nombreuses reprises, cet ultime tableau montre que Rembrandt n'a jamais cessé sa recherche picturale.

## Sources d'inspiration
En 1630, Rembrandt s'inspire des Gueux de Jacques Callot pour se représenter assis en haillons et grimaçant ou mimant d'autres expressions : il montre ainsi son talent pour exprimer « des passions, son éventuel détachement vis-à-vis du monde de l'argent et du marché, mais aussi de se démarquer des codes de l'autoportrait qui font que […] les peintres montrent généralement une image valorisée d'eux-mêmes ». Pourtant, à la même époque, vers 1630-1631, il achève une première commande de Robert Kerr pour son roi Charles Ier. Par la suite, Rembrandt s'appuie sur l'homme d'État Constantijn Huygens, qui a fait le lien entre Kerr et Rembrandt, pour obtenir de nouvelles commandes.

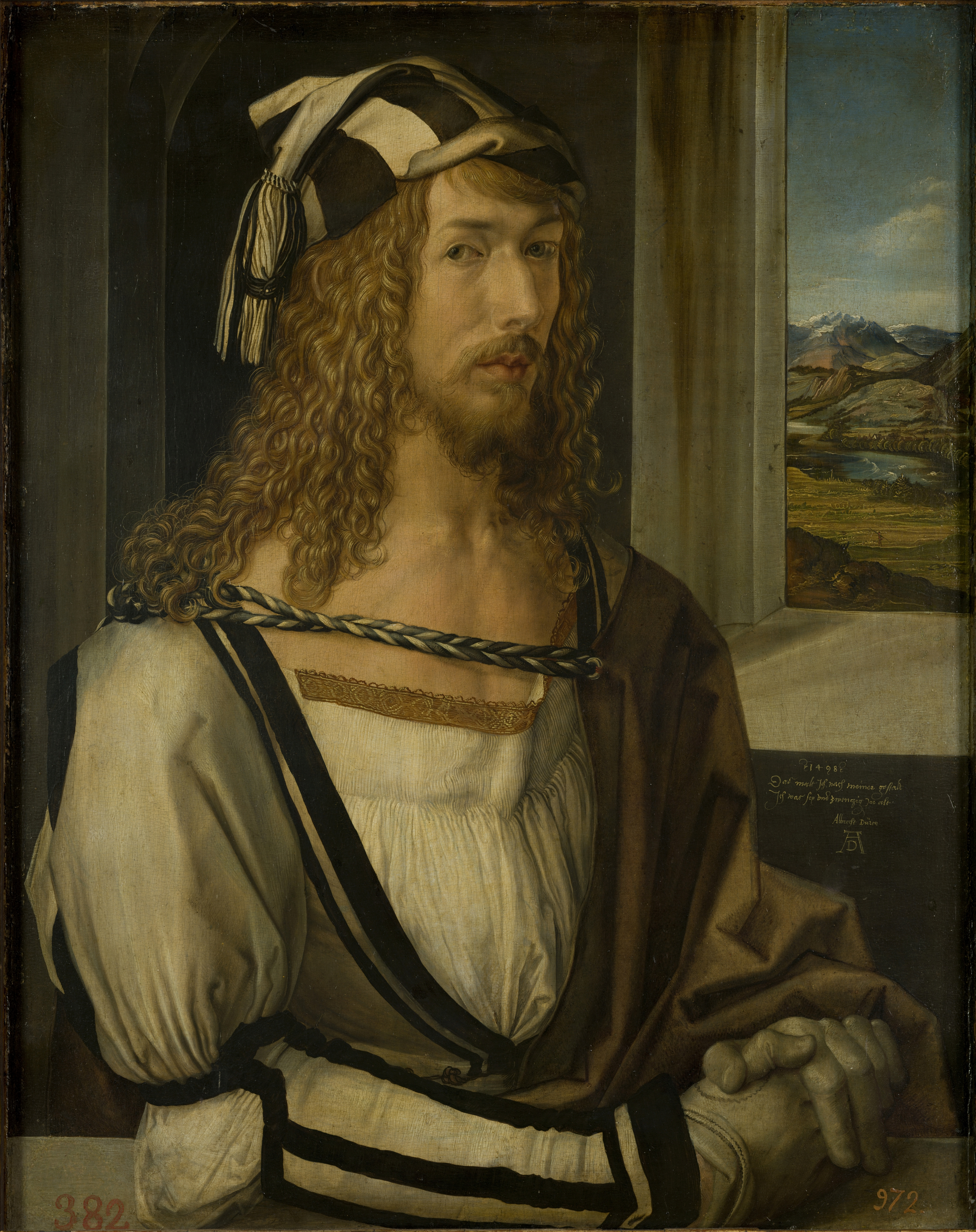
Autoportrait aux gants d'Albrecht Dürer (1498, musée du Prado).

Tandis que dans ses premiers autoportraits Rembrandt porte différents costumes sans ligne directrice, il choisit à partir du milieu des années 1630 de détailler davantage ses costumes historiques, qui suivent la mode du XVIe siècle des Pays-Bas du nord, montrant sa grande connaissance des costumes de cette époque. Ces portraits présentent diverses pièces authentiques de cette période, notamment un bonnet à bord relevé, qui deviendra un attribut distinctif de l'artiste. Placer ces éléments hors du contexte d'une peinture d'histoire est complètement novateur et ses élèves lui emboiteront le pas. C'est une époque charnière dans la constitution de ses sources : il fait l'acquisition de nombreuses estampes de vieux maîtres, en particulier Hieronymus Cock (c. 1510-1570), Hendrik Hondius I (1573-1649), Lucas de Leyde (1494-1533) et Albrecht Dürer (1471-1528). Si les estampes des deux premiers seront des sources documentaires importantes (desquelles il tire le bonnet) dont il vérifiait systématiquement l'authenticité, celles de Leyde et surtout Dürer auront une très grande influence artistique sur l'œuvre de Rembrandt à cette époque,,,.
L'influence de la peinture italienne est plus mineure, mais perceptible, notamment pour l'Autoportrait à l'âge de 34 ans (1640) pour lequel Rembrandt s'est inspiré du Portrait de Baldassare Castiglione (Raphaël, 1514-1515) et du Portrait de l'Arioste (Titien, c. 1510), qu'il a pu voir à Amsterdam à la même époque,.
Rembrandt continue de s'inspirer d'autres tableaux et surtout d'estampes tout au long de sa carrière, notamment de l'Iconographie d'Antoine van Dyck (1635) qui exerce une influence majeure sur le développement du portrait baroque, en créant un lien entre la morale qui gouverne un individu et son activité intellectuelle ou artistique ; l'artiste porte désormais les attributs de la noblesse et s'élève dans la hiérarchie sociale,,.

## Éléments représentés

### Visage

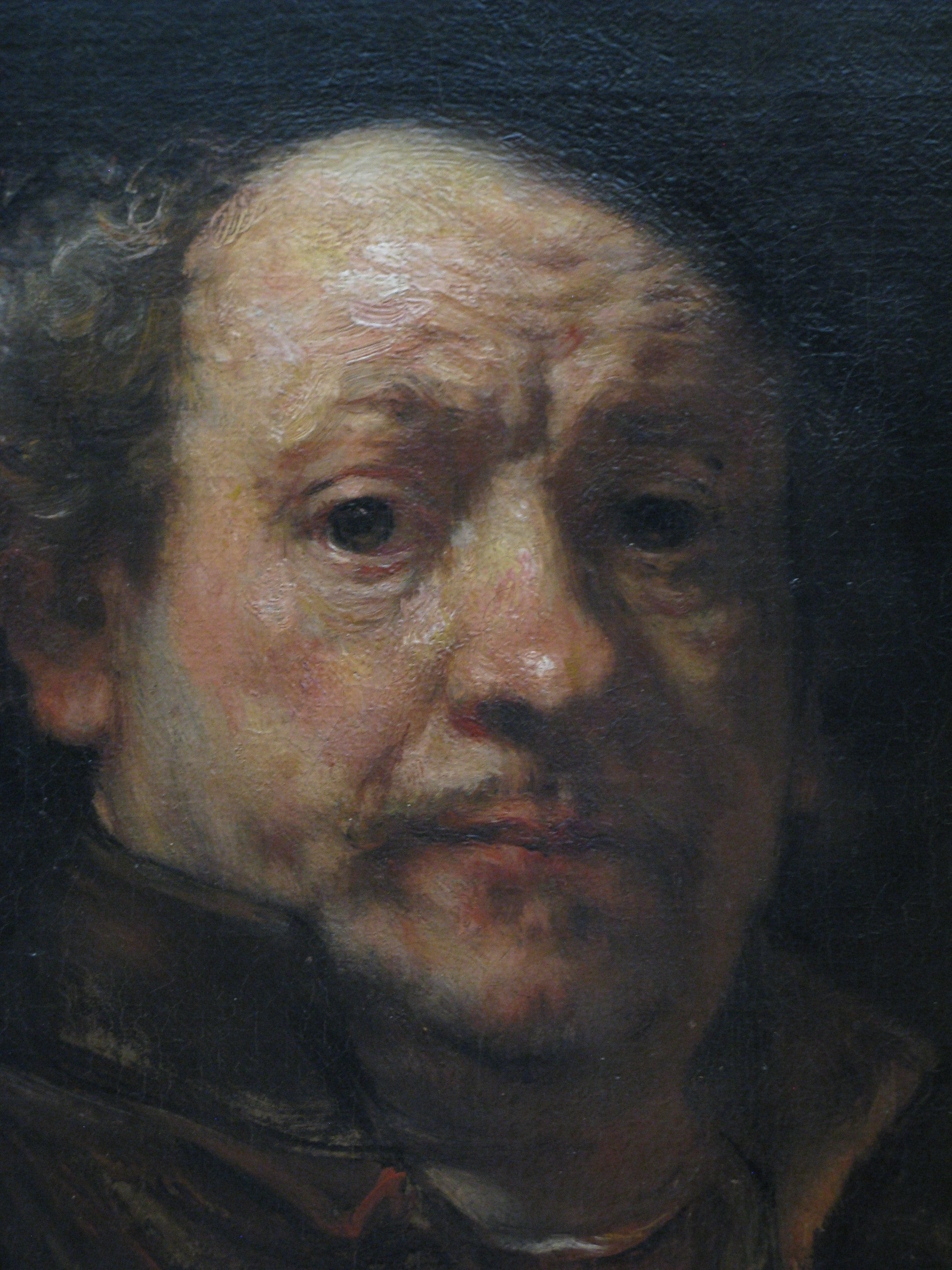
Détail de lAutoportrait de 1660 (Metropolitan Museum of Art).

La grande quantité d'autoportraits permet de voir l'évolution du visage de l'artiste tout au long de sa vie. La considération de tous les détails (forme de la tête et du visage, apparition du double menton, couleur des cheveux, rides, etc.) pour chacun d'entre eux montre combien Rembrandt a dû étudier son visage avec minutie, à l'aide d'un grand miroir.
Rembrandt a un visage plutôt rond et un menton un peu fendu, ainsi qu'un double menton, une petite moustache et une mouche sous la bouche. Dans la plupart des autoportraits, il fait tomber un pli de la peau de l'orbite, principalement sur l'œil gauche. Selon Wetering, l'extrémité du nez de Rembrandt « était bulbeuse, et nettement protubérante », ce que l'on peut constater sur les compositions d'autoportraits de trois-quarts.
Les rides, très présentes dans les autoportraits de Rembrandt, représentent une réalité physique mais ont également une signification : elles évoquent une forme d'émancipation de l'artiste, son intellectualisation, en opposition à l'artisan.
Ses autoportraits peints, gravés et dessinés « offrent des témoignages uniques de l'évolution de sa physionomie ». S'il se demande à quel point Rembrandt ressemblait à ses peintures, Ernst van de Wetering met en avant la constance des détails d'un portrait à l'autre, ce qui accentue cette impression que le spectateur perçoit presque la personnalité de l'artiste et le reconnaît aisément,.

### Mains

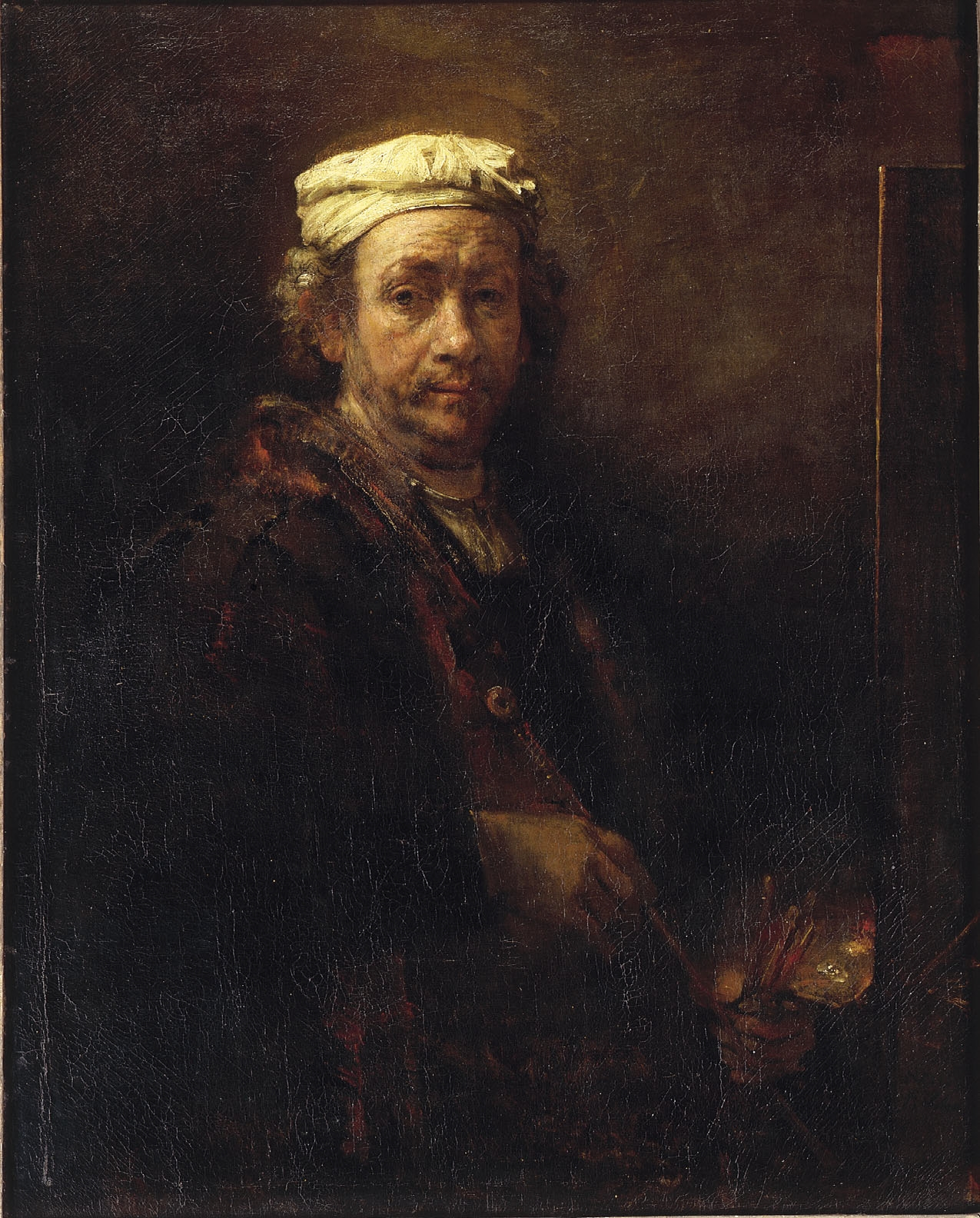
Autoportrait au chevalet et à l'appuie-main de peintre (1660, musée du Louvre).

Lorsqu'un artiste réalise un autoportrait, il fait face au problème de l'image inversée, et celui-ci est d'autant plus évident quand on observe les mains : la main droite devient gauche et vice-versa, ce qui oblige le peintre à inverser sa composition si les mains sont apparentes. C'est ainsi que Rembrandt cherche presque systématiquement à cacher ses mains ou à utiliser des repentirs pour cacher les ébauches de main. On déduit de l'Autoportrait aux deux cercles que Rembrandt est droitier et travaille face à un miroir : une radiographie de ce tableau prouve que la composition originale le montre en train de peindre tel qu'il se voyait dans le miroir, avec ses outils dans la main droite et le pinceau dans la main gauche. Il a modifié par la suite sa composition pour inverser les mains, en déplaçant les outils vers la main gauche et en cachant sa main droite.
Rembrandt représente ses mains en détail dans un autoportrait peint aujourd'hui disparu, Autoportrait dessinant (1656), que l'on connaît grâce à des copies qui en ont été faites, notamment le tableau Portrait de Rembrandt avec plume, encrier et carnet de croquis (anonyme, c. 1657) et surtout la gravure en manière noire de Jacob Gole, Autoportrait de Rembrandt avec plume, encrier et carnet de croquis (1660, British Museum). On suppose néanmoins que pour ce dernier tableau Rembrandt aurait utilisé un modèle pour représenter ses mains, comme il l'a fait pour l’Autoportrait de 1658 (The Frick Collection) et l’Autoportrait au chevalet et à l'appuie-main de peintre (1660, musée du Louvre).
On sait aussi qu'il est droitier à cause de sa manière de dessiner les hachures, et qu'il n'a pas fait face aux mêmes problèmes dans ses gravures, puisque la composition est déjà nécessairement inversée sur la plaque, l'image étant de nouveau inversée lors du tirage.

### Costumes

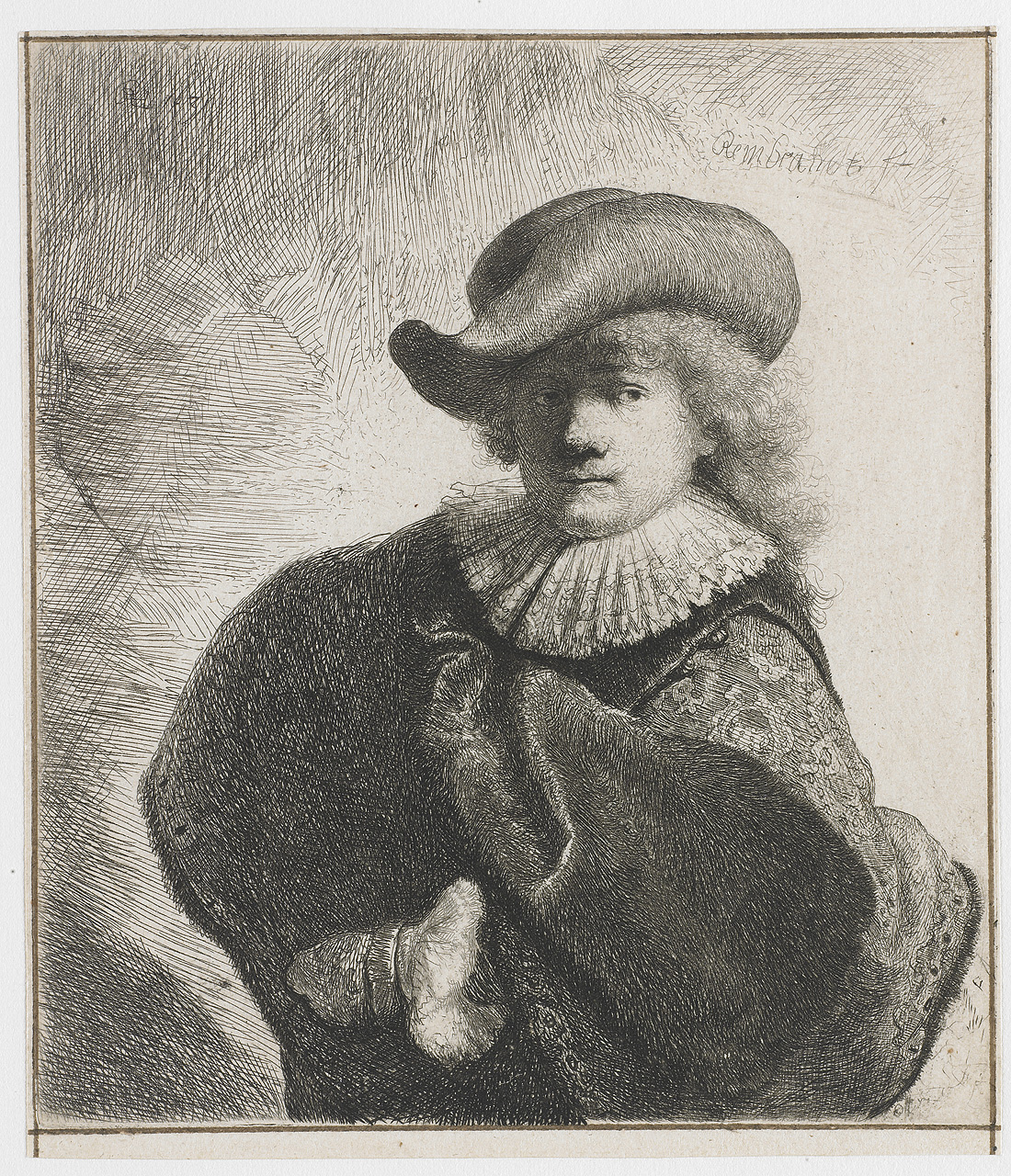
Autoportrait avec chapeau et une main sur la hanche (B. 7, c. 1631-1634). Rembrandt accentue le caractère luxueux de ses vêtements dans les derniers états de la gravure pour mieux se mettre au niveau de son commanditaire.

Les costumes occupent une place importante dans les autoportraits de Rembrandt. Il aimait se déguiser, avec divers chapeaux et accessoires, des habits d'une époque révolue, se travestissant en divers personnages (un apôtre, un soldat, un pauvre, un riche…). La grande diversité de ses représentations (en soldat, en moine, en bourgeois, etc.), ainsi que la grande minutie avec laquelle il les traite, confèrent une grande variété à son importante production d'autoportraits. Elles semblent indiquer qu'il cherche à faire passer un message particulier ou qu'il s'adapte à la demande, se représentant rarement vêtu selon la mode de son temps et souvent comme l'égal de ses commanditaires, insistant parfois sur l'aspect coûteux de ses vêtements. Rembrandt s'affranchit des codes sociaux, les mœurs ne permettant normalement pas de sortir de son rang social, même s'il existait une tolérance, quoique polémique, pour les excentricités des artistes,.
Par ailleurs, il est très au fait du marché de l'art et sait faire sa propre promotion : il sait que ses portraits sont très prisés. Bonafoux explique la diversité de sa production par le fait qu'il est seul, seul face à lui-même, et que tous ces déguisements indiquent que « Rembrandt ne cesse pas d'être peintre, et modèle soumis à ce peintre ». En s'essayant à plusieurs styles de portrait, Rembrandt montre qu'il les maîtrise et qu'il s'approprie les œuvres originales : il indique sa grande connaissance de l'histoire de l'art, ses maîtres, ses règles.

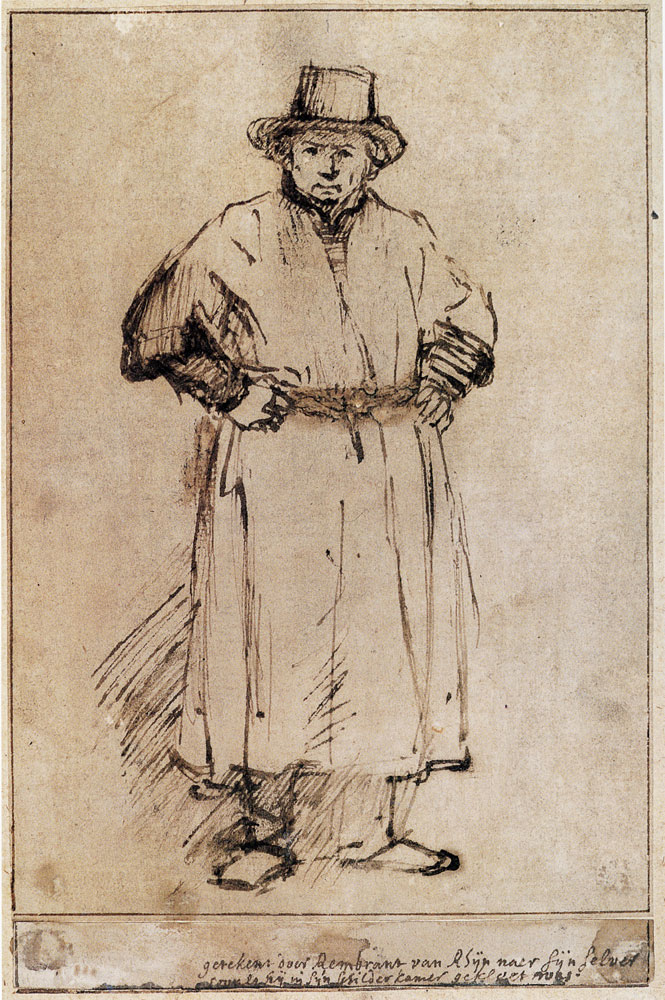
Autoportrait en pied (c. 1650), dessin de Rembrandt, l'unique autoportrait du peintre où il se représente en pied. A probablement servi de modèle pour l’Autoportrait de 1652, qui représente lui aussi Rembrandt en tenue de travail.

Rembrandt se représente aussi dans sa tenue de travail, qui étonne par sa simplicité, qui tranche avec les représentations que font les autres peintres et le fait qu'à l'époque, il n'existe a priori pas de tenue de travail spécifique, pour les peintres comme pour toute autre profession, à l'exception de tabliers qui couvrent la tenue de tous les jours. Il porte un tabbaard, une sorte de robe de chambre, choisi pour sa commodité. Là non plus, Rembrandt ne choisit pas de se représenter comme tel par hasard. Il s'affiche volontairement comme un peintre anti-conformiste, proche du peuple à l'opposé des classicistes, et ainsi fait montre de son humilité et de son grand respect porté à l'art.
Tout au long de sa carrière, Rembrandt pense le choix des costumes qu'il porte, en en faisant un élément clé de la façon dont il veut se représenter, mais aussi de la compréhension de ses ambitions artistiques. Tantôt il met son identité de côté pour travailler en profondeur sur la physionomie de son personnage et faire une tête de caractère, tantôt il la met au centre de l'œuvre, afin que son image l'aide à mieux se faire connaître. En choisissant de se représenter majoritairement en costume historique, Rembrandt cherche à se situer dans la tradition du portrait des vieux maîtres, en particulier Leyde et Dürer, qu'il ambitionne d'imiter en devant un maître du dessin, de la gravure et de la peintre.

### Intérêt pour le sujet représenté
L'originalité des techniques et du traitement de la couleur, de la lumière et de l'espace est la raison principale du succès de l'œuvre peint et gravé — et donc des autoportraits — de Rembrandt : les amateurs cherchaient avant tout un échantillon de son art. En revanche, Rembrandt produit plus d'autoportraits que n'importe quel autre artiste (de son temps ou futur) car ses talents s'expriment mieux dans les tronies et les autoportraits. Si pour le reste de sa production le sujet passe dans un second plan, le fait d'avoir à la fois un exemplaire de ce que fait Rembrandt de mieux et un famoso comme sujet (lui-même) fait des autoportraits de Rembrandt ses œuvres les plus prisées.

## Analyse

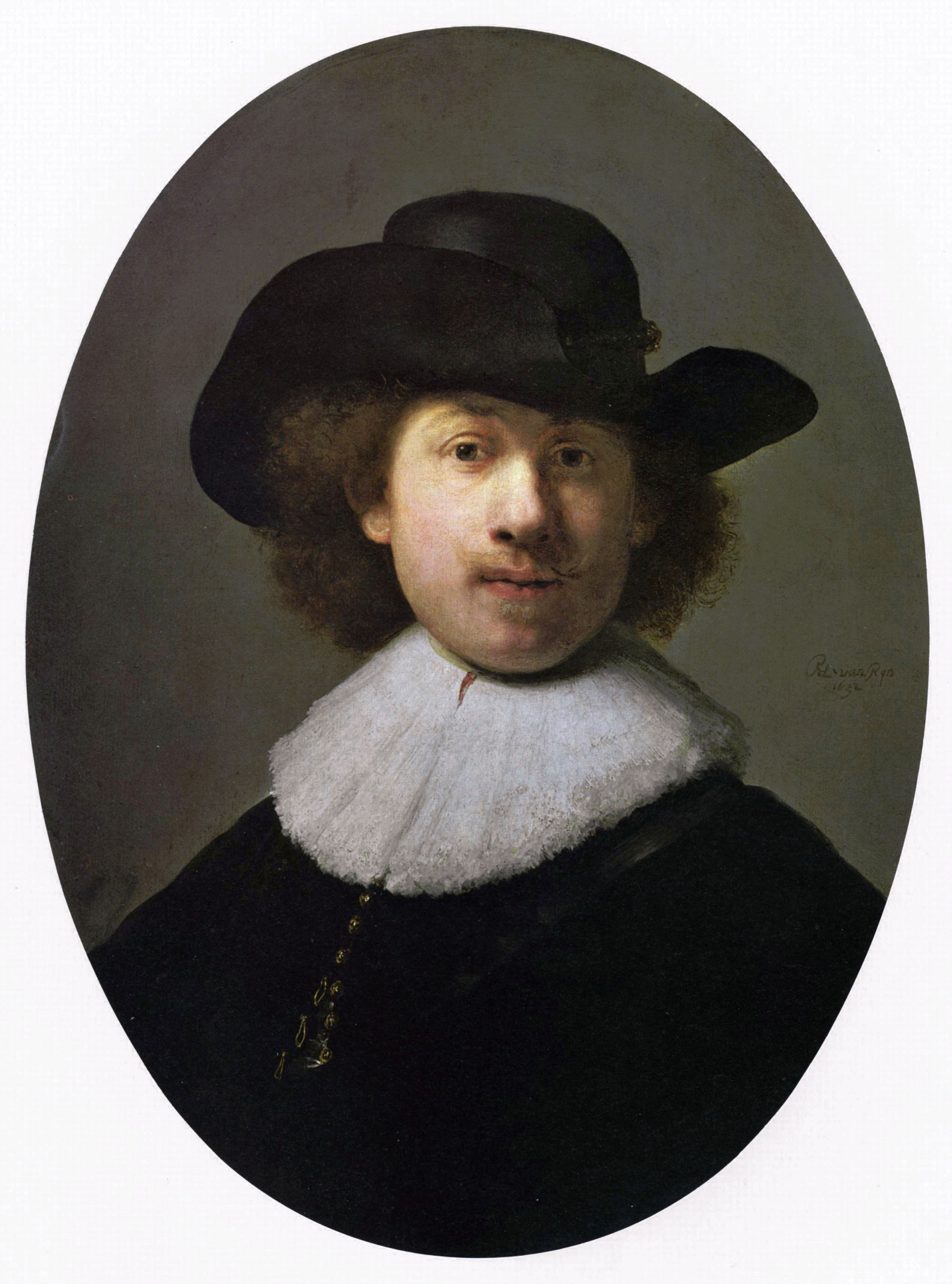
Autoportrait au chapeau à large bord (1632, Kelvingrove Art Gallery and Museum), portrait formel réalisé pour s'affirmer sur le marché de l'art.

Leur très grand nombre, d'une moyenne de plus d'un autoportrait par an, avec au moins 40 tableaux, 31 eaux-fortes ainsi que des dessins, est la première chose qui marque les spécialistes, concernant la production d'autoportraits de Rembrandt. Ernst van de Wetering explique que « ce groupe d'autoportraits constitue un ensemble unique dans l'histoire de l'art », aussi bien pour la grande quantité, que pour la régularité et la longévité de sa production. Ils ajoutent qu'il marque aussi pour sa qualité, certaines de ces productions faisant partie des tableaux ou gravures « les plus puissantes » de l'artiste.
La production d'autoportraits de Rembrandt ne marque cependant pas ses contemporains. Les portraits sont à son époque produits en abondance pour les personnalités les plus illustres, puissantes et riches, et il semble probablement évident que les artistes fassent les leurs. Cependant, les peintres contemporains de Rembrandt produisent rarement plus de deux ou trois autoportraits. Selon Ernst van de Wetering, l'autoportrait a une double fonction essentielle chez les artistes qui ont produit un nombre important de ce type d'œuvre : fournir à la fois un portrait de famoso (personnalité célèbre, en italien) et un échantillon de sa qualité qui justifie sa renommée, à destination donc de l'amateur.
Tandis que beaucoup de spécialistes influents attribuent d'abord la grande quantité d'autoportraits à une recherche philosophique ou introspective,, des études plus tardives remettent le fait en question. Ernst van de Wetering s'appuie sur Raupp, pour expliquer que ces avis sont des considérations anachroniques, car découlant d'une certaine littérature et de la psychanalyse, qui ne sont apparues que bien plus tard et qui sont éloignées de la vision pré-romantique selon laquelle « la personnalité se vivait d'abord selon des catégories de l'éthique chrétienne et humaniste […] éléments auxquels venaient s'ajouter une grande part d'astrologie » et une identification à des types mythologiques.

### Fonctions des autoportraits de Rembrandt
Pendant longtemps, les spécialistes de Rembrandt ont supposé que la grande production d'autoportraits s'expliquait par des raisons pratiques et économiques : n'étant pas tributaire d'un modèle, il aurait été plus libre d'en produire quand il le désirait, et pour d'autres fins que purement commerciales (pour son propre usage, pour pratiquer). Cependant, on sait que dès 1629, il est conscient qu'il est reconnu par les amateurs d'art et que ses autoportraits ont de la valeur sur le marché. À cela il convient d'ajouter qu'il y a désormais un consensus sur la considération anachronique d'un éventuel besoin d'auto-analyse freudien : sa démarche porte donc d'autres significations,.

#### Recherche artistique

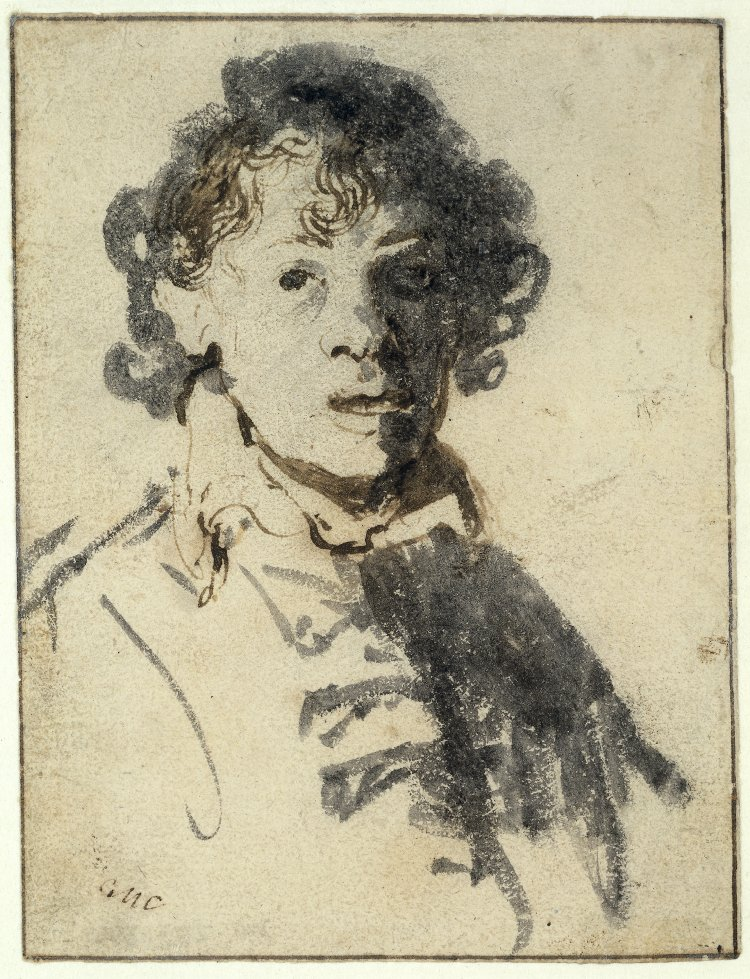
Autoportrait à la bouche ouverte, dessin (c. 1629, British Museum).

À ses débuts, ses eaux-fortes (1630) montrant Rembrandt mimant diverses expressions relèvent davantage d'études que de portraits, potentiellement destinées à des tableaux d'histoire, : Rembrandt est en effet célèbre pour l'expressivité des personnages des tableaux de ce genre. Il cherche par ces tronies à représenter des thèmes familiers de son époque : l'esprit dévot, l'exotisme, l'âge, etc. et des types particuliers,. De Vries va jusqu'à qualifier la majorité des autoportraits de Rembrandt comme des tronies.
Dans toute sa production peinte et gravée, Rembrandt recherche toujours la meilleure façon de rendre la lumière. Cela s'applique aux autoportraits : l'usage des couleurs et son traitement de la lumière — en particulier le fait de « décomposer les couleurs, de les regrouper et d'en jouer pour suggérer espace et profondeur » —, ainsi que le rejet des normes édictées par le classicisme naissant, lui valent les plus grands éloges des critiques de son temps (Bucelinus, Hoogstraten, Sandrart) et des générations suivantes (Gérard de Lairesse). Ses contemporains apprécient particulièrement le rendu de la peau humaine et des broderies, tandis que les connaisseurs admirent l'originalité de la technique de Rembrandt, qui consiste à faire « étinceler » (en néerlandais : voncken, des propres mots de Rembrandt) ses tableaux au moyen de l'impasto qu'il pose sur les parties les plus claires pour créer des reflets sur les irrégularités de la pâte : « ces scintillements contribuent à cette extraordinaire puissance de la lumière qui caractérise les tableaux de Rembrandt, y compris ses autoportraits »,.

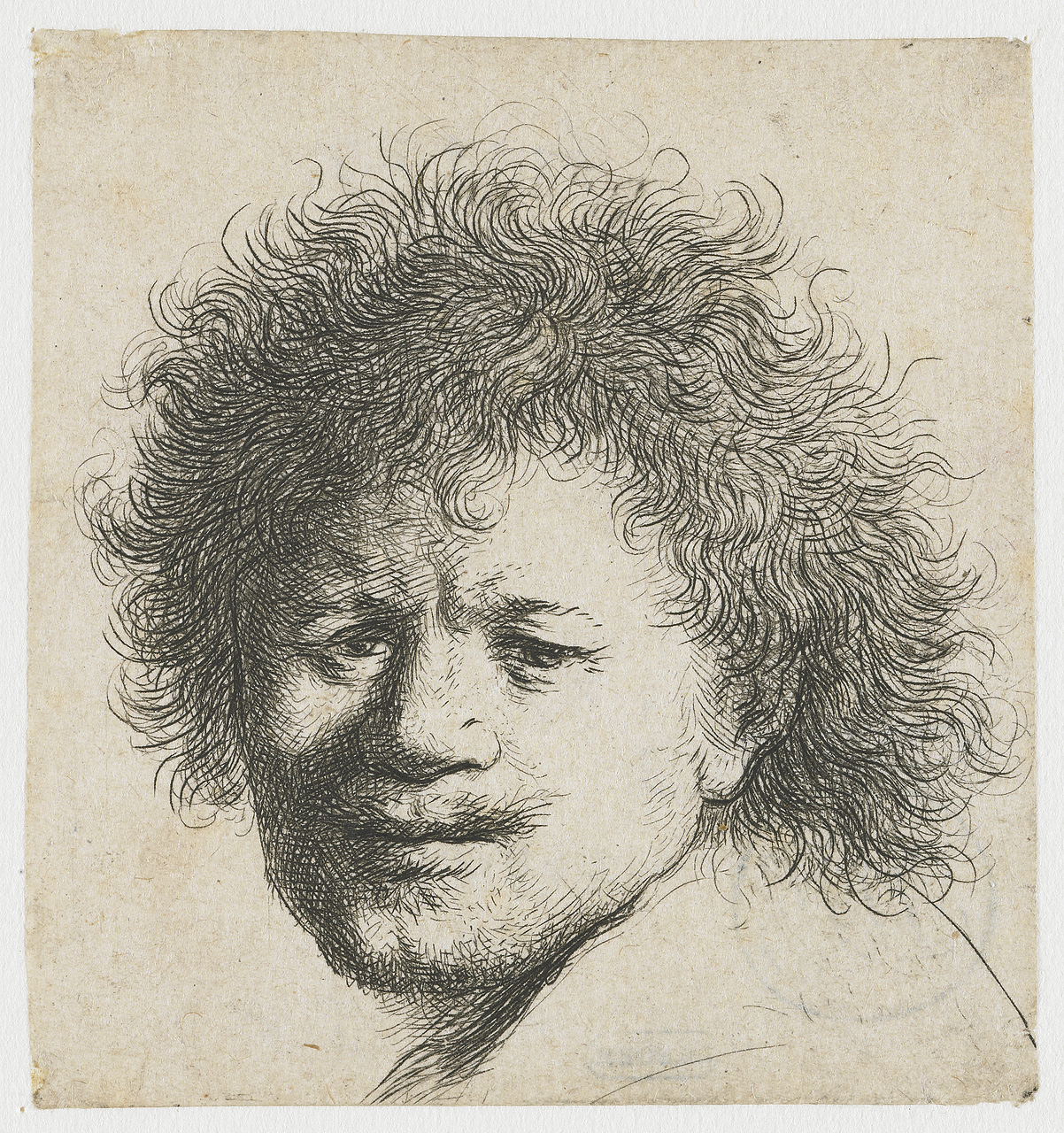
Autoportrait aux cheveux ébouriffés, eau-forte (c. 1631, Rijksmuseum Amsterdam).

Dans ses eaux-fortes aussi, sa technique est admirée. L'historien de l'art Philippe Baldinucci (1625-1697) mentionne Rembrandt dans son Cominciamento e progresso dell'arte dell'intagliare in rame (1667) en évoquant une technique de gravure réalisée d'une « manière très bizarre », se permettant « une liberté hors du commun » dans des compositions exécutées avec des « traits irréguliers » et dans leur finition. Rembrandt a cette façon de détailler beaucoup plus certaines parties d'une composition qu'une autre, aussi bien dans ses peintures que dans ses gravures et « qui frappe aussi dans ses autoportraits » : c'est là l'une des « caractéristiques les plus singulières de son art »,. L'un des exemples les plus représentatifs est Autoportrait avec béret et manteau rouge (ca. 1645, Staatliche Kunsthalle Karlsruhe) : Rembrandt détaille avec une extrême délicatesse les lèvres et le front, tandis que le corps est à peine esquissé, au point qu'il paraissait inachevé à certains.
Admiratifs de ses innovations picturales (couleur, lumière, espace) et de sa technique (impasto, hachures très libres), ses contemporains font de Rembrandt « un artiste anticonformiste mais particulièrement talentueux », qui a pour cela beaucoup de succès. Houbraken ne cache pas son admiration dans sa biographie :

« Dans la multitude des portraits de sa main qui méritent l'admiration, il en fut un […] qu'il peignit à sa propre ressemblance, détaillé avec tant d'art et de puissance que même la peinture la plus vigoureuse de Van Dyck et Rubens ne pourrait l'égaler ; en vérité, la tête semblait jaillir du tableau, et s'adresser au spectateur. »

#### Demande des amateurs

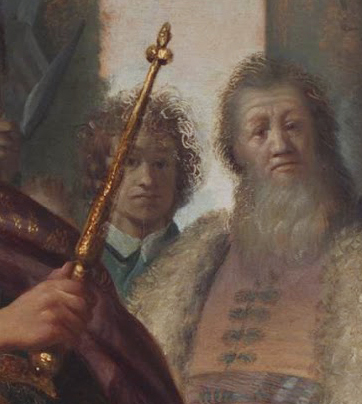
Détail du Tableau d'histoire (1626), dans lequel Rembrandt se représente dans la foule.

Rembrandt cherche aussi à satisfaire l'amateur : en faisant connaître son visage dans tant d'œuvres, l'amateur peut se prévaloir de reconnaître le peintre quand celui-ci inclut un autoportrait caché dans ses tableaux d'histoire (l'autoportrait dit in assistenza). C'était une pratique courante, qui consistait aussi pour l'artiste à rester dans l'histoire (memoriae) ; dans le cas de Rembrandt, aucun n'a cependant été considéré comme une vanité.
Rembrandt fait partie des artistes les plus célèbres de son époque depuis ses tout débuts et est actif dans une accointance prononcée entre les artistes et les amateurs, ce qui favorise la production d'autoportraits. Il jouit d'un cercle vertueux puisqu'il voit sa renommée augmenter grâce à la grande diffusion de ses autoportraits, notamment grâce à la multiplicité des estampes, un procédé bien connu à l'époque — mais aussi grâce à une image de peintre maudit à l'étranger, ce qui est faux. À cette époque, la demande de portraits de personnalités célèbres est forte, et le grand nombre d'autoportraits peut ainsi s'expliquer par la propre célébrité de Rembrandt, puisque la diffusion de ceux-ci est liée à la célébrité du sujet. C'est ainsi que deux autres famosi de l'époque, Gérard Dou et Frans van Mieris l'Ancien, sont également connus pour avoir produit un grand nombre d'autoportraits,. La forte demande, mais aussi la nature des demandes, ont une influence sur la production de ces autoportraits : les commandes provenant d'aristocrates ou de collections princières influencent la façon dont Rembrandt va se représenter, travailler sa propre image, notamment par le choix de costumes.
Selon Ernst van de Wetering, l'autre raison possible est que c'est un genre qui met en valeur les capacités du peintre, de la même manière que Dou et Mieris s'incluaient dans des scènes de genre parce que leur « exceptionnelle virtuosité » s'exprimait le plus dans le rendu de leurs étoffes.

## Liste des autoportraits
Les titres et datations privilégiés sont ceux du catalogue raisonné White et Buvelot 1999 ou du Corpus of Rembrandt Paintings réalisé par le Rembrandt Research Project entre 1982 et 2014, sauf référence contraire. Ils peuvent varier selon les ouvrages.

### Autoportraitsin assistenzaet autres mises en scène
| Titre                                           | Date     | Dimensions      | Conservation                                         | Commentaire | Image |
| ----------------------------------------------- | -------- | --------------- | ---------------------------------------------------- | --- | ----- |
| La Lapidation de saint Étienne                  | 1625     | 89 × 123 cm     | Musée des Beaux-Arts de Lyon                         | Toute première fois que Rembrandt se représente dans une œuvre. Non cat. dans White et Buvelot 1999 ; A Corpus of Rembrandt Paintings, vol. VI, no A 1.                                                                                       |       |
| Tableau d'histoire                              | 1626     | 90,1 × 121,3 cm | Musée De Lakenhal                                    | White et Buvelot 1999, no 1 ; A Corpus of Rembrandt Paintings, vol. I, no A 6. |       |
| Un Concert                                      | 1626     | 63,5 × 48 cm    | Musée De Lakenhal (en prêt du Rijksmuseum Amsterdam) | Non cat. dans White et Buvelot 1999 ; A Corpus of Rembrandt Paintings, vol. I, no A 7 et vol. VI, no 11. |       |
| David présentant la tête de Goliath au roi Saül | 1627     | 27,5 × 39,5 cm  | Kunstmuseum de Bâle                                  | Non cat. dans White et Buvelot 1999 ; A Corpus of Rembrandt Paintings, vol. I, no A 9. |       |
| Le Peintre dans son atelier                     | c. 1629  | 25,1 × 31,9 cm  | Musée des Beaux-Arts de Boston                       | Les interprétations divergent sur le sujet représenté : certains pensent que c'est Rembrandt lui-même, d'autre qu'il s'agit de son premier élève Gerrit Dou. White et Buvelot 1999, no 17 ; A Corpus of Rembrandt Paintings, vol. I, no A 18. |       |
| Autoportrait en enfant prodigue dans l'auberge  | ca. 1635 | 161 × 131 cm    | Gemäldegalerie Alte Meister, Dresde                  | Rembrandt s'inclut dans une parabole de l'enfant prodigue. White et Buvelot 1999, no 43 ; A Corpus of Rembrandt Paintings, vol. III, no A 111.                                                                                                |       |

### Autoportraits peints
| Titre                                                       | Date         | Dimensions       | Conservation                                                               | Commentaire | Image |
| ----------------------------------------------------------- | ------------ | ---------------- | -------------------------------------------------------------------------- | --- | ----- |
| Autoportrait de jeunesse                                    | c. 1628      | 22,5 × 18,6 cm   | Rijksmuseum Amsterdam                                                      | Rembrandt avait 22 ans ; en partie un exercice de clair-obscur. White et Buvelot 1999, no 5 ; A Corpus of Rembrandt Paintings, vol. I, no A 14. |       |
| Rembrandt riant                                             | c. 1628      | 22,2 × 17,1 cm   | Getty Center, Los Angeles                                                  | A Corpus of Rembrandt Paintings, vol. VI, no 18. |       |
| Autoportrait de jeunesse                                    | 1629         | 15,5 × 12,7 cm   | Alte Pinakothek, Munich                                                    | White et Buvelot 1999, no 7 ; A Corpus of Rembrandt Paintings, vol. I, no A 19. |       |
| Autoportrait avec hausse-col et béret                       | c. 1629      | 42,8 × 33 cm     | Musée d'art d'Indianapolis, The Clowes Fund Collection                     | Cette peinture existe en six versions ; celle qui est conservée à Indianapolis est probablement l'originale de Rembrandt. Les autres seraient des copies faites par ses étudiants. White et Buvelot 1999, no 8. |       |
| Autoportrait au béret à plume                               | 1629         | 89,5 × 73,5 cm   | Musée Isabella Stewart Gardner, Boston                                     | White et Buvelot 1999, no 10 ; A Corpus of Rembrandt Paintings, vol. I, no A 20. |       |
| Autoportrait avec un gorgerin ou Autoportrait au hausse-col | c. 1629      | 38,2 × 31 cm     | Germanisches Nationalmuseum, Nuremberg                                     | White et Buvelot 1999, no 14a ; A Corpus of Rembrandt Paintings, vol. I, no A 21, copie 1 (considéré en 1982 comme une copie d'après Rembrandt ; corrigé avec paternité à Rembrandt dans le volume IV, p. 597-598). |       |
| Autoportrait                                                | 1630         | 15,5 × 12 cm     | Nationalmuseum, Stockholm                                                  | White et Buvelot 1999, no 18 ; A Corpus of Rembrandt Paintings, vol. I, no B 5. |       |
| Autoportrait avec béret et collier d'or                     | c. 1630-1631 | 69,7 × 57 cm     | Walker Art Gallery, Liverpool                                              | White et Buvelot 1999, no 26 ; A Corpus of Rembrandt Paintings, vol. I, no A 33. |       |
| Portrait de l'artiste en costume oriental                   | 1631         | 66,5 × 52 cm     | Ville de Paris, prêté au Petit Palais                                      | White et Buvelot 1999, no 29a ; A Corpus of Rembrandt Paintings, vol. I, no A 40 et vol. VI, no 53. |       |
| Autoportrait au chapeau à large bord                        | 1632         | 64,4 × 47,6 cm   | Kelvingrove Art Gallery and Museum, Glasgow                                | En 1632, Rembrandt avait du succès comme portraitiste de mode dans ce style. White et Buvelot 1999, no 33 ; A Corpus of Rembrandt Paintings, vol. II, no A 58 et vol. VI, no 66. |       |
| Autoportrait au chapeau                                     | 1632         | 21,8 × 16,3 cm   | Collection privée : Noortman Master Paintings (marchand d’art), Maastricht | White et Buvelot 1999, no 34 ; A Corpus of Rembrandt Paintings, vol. IV, no IV addendum 1 et vol. VI, no 69. |       |
| Autoportrait, tête nue                                      | 1633         | 61 × 48,1 cm     | Musée du Louvre                                                            | White et Buvelot 1999, no 35 ; A Corpus of Rembrandt Paintings, vol. II, no A 71. |       |
| Autoportrait à la toque et à la chaîne d'or                 | 1633         | 70,4 × 54 cm     | Musée du Louvre                                                            | White et Buvelot 1999, no 36 ; A Corpus of Rembrandt Paintings, vol. II, no A 72. |       |
| Autoportrait                                                | c. 1633      | 56 × 47,1 cm     | Gemäldegalerie, Berlin                                                     | Paternité débattue : anciennement attribuée à Govert Flinck, cette peinture peut-être de Rembrandt ou de son atelier. White et Buvelot 1999, no 37 ; A Corpus of Rembrandt Paintings, vol. II, no C 56. |       |
| Autoportrait au chapeau de velours                          | 1634         | 58,3 × 47,4 cm   | Gemäldegalerie, Berlin                                                     | Sur bois. White et Buvelot 1999, no 39 ; A Corpus of Rembrandt Paintings, vol. II, no A 96. |       |
| Autoportrait avec les yeux assombris                        | 1634         | 71,1 × 56 cm     | Collection privée The Leiden Collection                                    | A Corpus of Rembrandt Paintings, vol. VI, no 122. |       |
| Autoportrait au casque                                      | 1634         | 80,5 × 66 cm     | Gemäldegalerie Alte Meister (Cassel)                                       | White et Buvelot 1999, no 40 ; A Corpus of Rembrandt Paintings, vol. II, no A 97. |       |
| Autoportrait portant un bonnet à plumes blanches            | 1635         | 90,5 × 71,8 cm   | Buckland Abbey, Devon (Angleterre)                                         | L'attribution a longtemps été discutée, et le tableau n'est pas inclus dans White et Buvelot 1999. Il est répertorié comme étant probablement de l'atelier de Rembrandt dans A Corpus of Rembrandt Paintings, vol. III, no A 92 (en 1989), et n'est pas inclus dans le vol. IV, p. 232-238, 604. Ernst van de Wetering, qui dirigeait ce volume, l'a néanmoins réattribué à Rembrandt en 2013. |       |
| Le Porte-drapeau                                            | 1636         | 118,8 × 96,8 cm  | Rijksmuseum, Amsterdam                                                     | A Corpus of Rembrandt Paintings, vol. III, no A 120 et vol. VI, no 147. |       |
| Autoportrait                                                | c. 1637      | 63 × 50,7 cm     | Wallace Collection, Londres                                                | Paternité incertaine : Rembrandt ou son atelier. White et Buvelot 1999, no 48 ; A Corpus of Rembrandt Paintings, vol. III, no C 96 (comme étant probablement de l'atelier de Rembrandt), puis réattribué à Rembrandt dans vol. IV, p. 238-242 et vol. VI, no 154. |       |
| Autoportrait avec butor                                     | 1639         | 120,7 × 88,3 cm  | Gemäldegalerie Alte Meister, Dresde                                        | White et Buvelot 1999, no 50. |       |
| Autoportrait à la toque sur fond d'architecture             | c. 1639      | 80 × 62 cm       | Musée du Louvre                                                            | White et Buvelot 1999, no 51 ; A Corpus of Rembrandt Paintings, vol. III, no B 10 et vol. VI, no 170. |       |
| Autoportrait à l'âge de 34 ans                              | 1640         | 102 × 80 cm      | National Gallery, Londres                                                  | Rembrandt porte un costume qui était à la mode un siècle plus tôt. White et Buvelot 1999, no 54 ; A Corpus of Rembrandt Paintings, vol. III, no A 139 et vol. VI, no 179. |       |
| Autoportrait                                                | c. 1641      | 62,5 × 50 cm     | Norton Simon Museum, Pasadena, États-Unis                                  | Attribution incertaine. White et Buvelot 1999, no 56 ; A Corpus of Rembrandt Paintings, vol. III, no A 97 (attribué à un élève de Rembrandt, probablement Carel Fabritius) puis réattribué à Rembrandt dans vol. IV, p. 605-606 et vol. VI, no 243. |       |
| Autoportrait                                                | 1642         | 69,9 × 58,4 cm   | Royal Collection                                                           | White et Buvelot 1999, no 57 ; A Corpus of Rembrandt Paintings, vol. IV, no IV 1 et vol. VI, no 189. |       |
| Autoportrait au béret avec deux colliers d'or               | c. 1642-1643 | 72,2 × 58,3 cm   | Musée Thyssen-Bornemisza                                                   | Attribution incertaine. White et Buvelot 1999, no 59 ; A Corpus of Rembrandt Paintings, vol. IV, no IV 2 et vol. VI, no 178. |       |
| Autoportrait avec béret et manteau rouge                    | c. 1645      | 68,5 × 56,5 cm   | Staatliche Kunsthalle Karlsruhe                                            | White et Buvelot 1999, no 60 ; A Corpus of Rembrandt Paintings, vol. IV, no IV 5 et vol. VI, no 199. |       |
| Autoportrait                                                | 1652         | 11,2 × 8,1 cm    | Musée d'histoire de l'art de Vienne                                        | White et Buvelot 1999, no 65 ; A Corpus of Rembrandt Paintings, vol. IV, no IV 8 et vol. VI, no 224. |       |
| Autoportrait avec béret noir et chaîne en or                | 1654         | 72 × 58,5 cm     | Gemäldegalerie Alte Meister (Cassel)                                       | Attribution incertaine. White et Buvelot 1999, no 66 ; A Corpus of Rembrandt Paintings, vol. IV, no IV 9 et vol. VI, no 235a. |       |
| Autoportrait                                                | 1655         | 66 × 53 cm       | Musée d'histoire de l'art de Vienne                                        | Attribution incertaine. White et Buvelot 1999, no 67 ; A Corpus of Rembrandt Paintings, vol. IV, no IV 11(attribué à l'atelier de Rembrandt). |       |
| Autoportrait                                                | c. 1655      | 69 × 59 cm       | Galerie des Offices, Florence                                              | Attribution incertaine. White et Buvelot 1999, no 68 ; A Corpus of Rembrandt Paintings, vol. IV, no IV 12 |       |
| Autoportrait                                                | c. 1655      | 48,9 × 40,2 cm   | Musée d'histoire de l'art de Vienne                                        | White et Buvelot 1999, no 69 ; A Corpus of Rembrandt Paintings, vol. IV, no IV 13 et vol. VI, no 256. |       |
| Autoportrait                                                | 1658         | 133,7 × 103,8 cm | The Frick Collection, New York                                             | White et Buvelot 1999, no 70 ; A Corpus of Rembrandt Paintings, vol. IV, no IV 14 et vol. VI, no 264. |       |
| Autoportrait avec béret et col droit                        | 1659         | 84,5 × 66 cm     | National Gallery of Art, Washington                                        | White et Buvelot 1999, no 73 ; A Corpus of Rembrandt Paintings, vol. IV, no IV 18 et vol. VI, no 274. |       |
| Autoportrait avec béret et col droit                        | c. 1659      | 52,7 × 42,7 cm   | Galerie nationale d'Écosse, Édimbourg                                      | White et Buvelot 1999, no 74 ; A Corpus of Rembrandt Paintings, vol. IV, no IV 15 et vol. VI, no 273. |       |
| Autoportrait au béret, inachevé                             | c. 1659      | 30,7 × 24,3 cm   | Musée Granet, Aix-en-Provence                                              | Inachevé. White et Buvelot 1999, no 75 ; A Corpus of Rembrandt Paintings, vol. IV, no IV 16. |       |
| Autoportrait au béret                                       | c. 1659      | 68 × 56,5 cm     | Staatsgalerie Stuttgart                                                    | Attribué à Rembrandt. White et Buvelot 1999, no 76. |       |
| Autoportrait au chevalet                                    | 1660         | 110,9 × 90,6 cm  | Musée du Louvre                                                            | White et Buvelot 1999, no 79 ; A Corpus of Rembrandt Paintings, vol. IV, no IV 19 et vol. VI, no 281. |       |
| Autoportrait                                                | 1660         | 80,3 × 67,3 cm   | Metropolitan Museum of Art, New York                                       | White et Buvelot 1999, no 80 ; A Corpus of Rembrandt Paintings, vol. I, no A 21, vol. IV, no IV 20 et vol. VI, no 282. |       |
| Autoportrait en apôtre Paul                                 | 1661         | 93,2 × 79,1 cm   | Rijksmuseum Amsterdam                                                      | White et Buvelot 1999, no 81 ; A Corpus of Rembrandt Paintings, vol. IV, no IV 24 et vol. VI, no 294. |       |
| Autoportrait en Zeuxis                                      | c. 1662      | 82,5 × 65 cm     | Wallraf-Richartz Museum                                                    | White et Buvelot 1999, no 82 ; A Corpus of Rembrandt Paintings, vol. IV, no IV 25 et vol. VI, no 302. |       |
| Autoportrait aux deux cercles                               | c. 1665-1669 | 114,3 × 94 cm    | Kenwood House, Londres                                                     | White et Buvelot 1999, no 83 ; A Corpus of Rembrandt Paintings, vol. IV, no IV 26 et vol. VI, no 319. |       |
| Autoportrait à l'âge de 63 ans                              | 1669         | 86 × 70,5 cm     | National Gallery, Londres                                                  | Daté de l'année de la mort de Rembrandt, bien qu'il paraisse plus vieux sur d'autres portraits. White et Buvelot 1999, no 84 ; A Corpus of Rembrandt Paintings, vol. IV, no IV 27 et vol. VI, no 321. |       |
| Autoportrait                                                | c. 1669      | 71 × 54 cm       | Galerie des Offices, Florence                                              | White et Buvelot 1999, no 85 ; A Corpus of Rembrandt Paintings, vol. IV, no IV 28 et vol. VI, no 322. |       |
| Autoportrait                                                | 1669         | 65,4 × 60,2 cm   | Mauritshuis                                                                | White et Buvelot 1999, no 86 ; A Corpus of Rembrandt Paintings, vol. IV, no IV 29 et vol. VI, no 323. |       |

### Autoportraits gravés
| Titre                                                                         | Date               | Dimensions                                                | États                                                               | Conservation                                                                                           | Notation Bartsch                                                                                         | Image Commons |
| ----------------------------------------------------------------------------- | ------------------ | --------------------------------------------------------- | ------------------------------------------------------------------- | --- | --- | ------------- |
| Rembrandt à bonnet et robe fourrée                                            | entre 1625 et 1631 | 60 × 57 mm                                                | 2 (eau-forte)                                                       | Rijksmuseum Amsterdam                                                                                  | B. 14 Rejetée par Coppier, non mentionnée par Wetering ; mais attribuée à Rembrandt par Erik Hinterding. |               |
| Petit autoportrait                                                            | c. 1627-1628       | 43 × 40 mm                                                | 3 (eau-forte)                                                       | Rijksmuseum Amsterdam                                                                                  | B. 5 White et Buvelot 1999, no 2.                                                                        |               |
| Autoportrait au nez épaté                                                     | c. 1628            | 71 × 58 mm                                                | 1 (eau-forte, dessin à la plume et encre marron)                    | Rijksmuseum Amsterdam                                                                                  | B. 4 White et Buvelot 1999, no 3.                                                                        |               |
| Autoportrait penché en avant                                                  | c. 1628            | 65 × 52 mm                                                | 1 (eau-forte)                                                       | Rijksmuseum Amsterdam                                                                                  | B. 9 White et Buvelot 1999, no 4.                                                                        |               |
| Rembrandt à la chevelure bouclée                                              | c. 1628-1629       | 90 × 72 mm                                                | 1 (eau-forte)                                                       | British Museum                                                                                         | B. 27 White et Buvelot 1999, no 6.                                                                       |               |
| Rembrandt aux cheveux crépus                                                  | entre 1628 et 1631 | 50 × 43 mm                                                | 3                                                                   | Rijksmuseum Amsterdam                                                                                  | B. 25 Rejetée par Coppier, non mentionnée par Wetering ; mais attribuée à Rembrandt par Erik Hinterding. |               |
| Autoportrait au haut bonnet, dans un ovale                                    | c. 1629            | 90 × 54 mm                                                | 1 (eau-forte)                                                       | Rijksmuseum Amsterdam                                                                                  | B. 12 White et Buvelot 1999, no 9.                                                                       |               |
| Autoportrait, tête nue                                                        | 1629               | 174 × 155 mm                                              | 1 (eau-forte)                                                       | Rijksmuseum Amsterdam                                                                                  | B. 338 White et Buvelot 1999, no 11.                                                                     |               |
| Rembrandt aux cheveux crépus                                                  | c. 1629            | 56 × 49 mm                                                | 2 (eau-forte)                                                       | Rijksmuseum Amsterdam                                                                                  | B. 1 White et Buvelot 1999, no 15.                                                                       |               |
| Autoportrait avec bonnet de fourrure et robe claire                           | 1630               | 62 × 52 mm                                                | 4 (eau-forte)                                                       | Rijksmuseum Amsterdam, British Museum                                                                  | B. 24 White et Buvelot 1999, no 19.                                                                      |               |
| Rembrandt aux yeux hagards ou Autoportrait aux yeux écarquillés               | 1630               | 51 × 46 mm                                                | 1 (eau-forte et burin)                                              | Rijsksmuseum Amsterdam, British Museum, Nationalmuseum (Stockholm) et Bibliothèque nationale de France | B. 320 White et Buvelot 1999, no 20.                                                                     |               |
| Autoportrait au regard courroucé                                              | 1630               | 72 × 60 mm                                                | 3 (eau-forte)                                                       | Rijksmuseum Amsterdam, British Museum                                                                  | B. 10 White et Buvelot 1999, no 21.                                                                      |               |
| Autoportrait, riant                                                           | 1630               | 48 × 43 mm                                                | 6 (eau-forte)                                                       | Rijksmuseum Amsterdam, British Museum                                                                  | B. 316 White et Buvelot 1999, no 22.                                                                     |               |
| Autoportrait à la bouche ouverte                                              | 1630               | 73 × 62 mm                                                | 3 (eau-forte et dessin à la plume et encre marron)                  | Rijksmuseum Amsterdam, British Museum                                                                  | B. 13 White et Buvelot 1999, no 23.                                                                      |               |
| Autoportrait en mendiant                                                      | 1630               | 116 × 70 mm                                               | 1 (eau-forte)                                                       | Rijksmuseum Amsterdam, British Museum                                                                  | B. 174 White et Buvelot 1999, no 24.                                                                     |               |
| Rembrandt au bonnet fourré et à habit noir                                    | c. 1630            | 66 × 60 mm                                                | 4 (eau-forte)                                                       | Rijksmuseum Amsterdam                                                                                  | B. 6 Rejetée par Coppier, non mentionnée par Wetering ; mais attribuée à Rembrandt par Erik Hinterding.  |               |
| Autoportrait au manteau                                                       | c. 1630-1631       | 64 × 54 mm                                                | 5 (eau-forte et pointe-sèche)                                       | Rijksmuseum Amsterdam, British Museum                                                                  | B. 15 White et Buvelot 1999, no 25.                                                                      |               |
| Rembrandt avec bonnet tiré vers l'avant                                       | c. 1631            | 50 × 42 mm                                                | 6 (eau-forte)                                                       | Rijksmuseum Amsterdam, British Museum                                                                  | B. 319 White et Buvelot 1999, no 27.                                                                     |               |
| Rembrandt avec bonnet de fourrure et robe sombre                              | 1631               | 63 × 57 mm                                                | 1 (eau-forte)                                                       | Rijksmuseum Amsterdam, British Museum                                                                  | B. 16 White et Buvelot 1999, no 28.                                                                      |               |
| Autoportrait aux cheveux ébouriffés                                           | c. 1631            | 64 × 60 mm                                                | 6 (eau-forte)                                                       | Rijksmuseum Amsterdam, British Museum                                                                  | B. 8 White et Buvelot 1999, no 30.                                                                       |               |
| Feuille de modèles avec autoportrait                                          | ca. 1632           | 101 × 113 mm                                              | 2 (eau-forte)                                                       | Rijksmuseum Amsterdam                                                                                  | B. 363 White et Buvelot 1999, no 31.                                                                     |               |
| Autoportrait avec chapeau et une main sur la hanche                           | 1631-1633          | 148 × 131 mm                                              | 11 (eau-forte et pointe-sèche et dessin à la plume et encre marron) | Rijksmuseum Amsterdamn, British Museum                                                                 | B. 7 White et Buvelot 1999, no 32.                                                                       |               |
| Autoportrait au béret ou Rembrandt avec l'écharpe autour du cou               | 1633               | 132 × 103 mm                                              | 2 (eau-forte)                                                       | Rijksmuseum Amsterdam, British Museum                                                                  | B. 17 White et Buvelot 1999, no 38.                                                                      |               |
| Autoportrait en prince oriental avec kriss                                    | 1634               | 124 × 102 mm                                              | 2 (eau-forte)                                                       | Rijksmuseum Amsterdam, British Museum                                                                  | B. 18 White et Buvelot 1999, no 41.                                                                      |               |
| Autoportrait en Oriental                                                      | 1634               | 197 × 162 mm 130 × 108 mm (à partir du 2e état, en ovale) | 3 (eau-forte)                                                       | Rijksmuseum Amsterdam, British Museum                                                                  | B. 23 White et Buvelot 1999, no 42.                                                                      |               |
| Autoportrait au béret ou Rembrandt « aux trois moustaches »                   | ca. 1635           | 49 × 44 mm                                                | 1 (eau-forte)                                                       | Rijksmuseum Amsterdam, British Museum et Bibliothèque nationale de France                              | B. 2 White et Buvelot 1999, no 44.                                                                       |               |
| Autoportrait avec Saskia                                                      | 1636               | 104 × 95 mm                                               | 3 (eau-forte)                                                       | Rijksmuseum Amsterdam, British Museum                                                                  | B. 19 White et Buvelot 1999, no 46.                                                                      |               |
| Autoportrait en costume du XVIe siècle ou Rembrandt au béret orné d'une plume | 1638               | 134 × 103 mm                                              | 1 (eau-forte, pointe-sèche)                                         | Rijksmuseum Amsterdam, British Museum                                                                  | B. 20 White et Buvelot 1999, no 49.                                                                      |               |
| Autoportrait, appuyé sur un mur de pierre                                     | 1639               | 206 × 164 mm                                              | 2 (eau-forte, pointe-sèche et craie noire)                          | Rijksmuseum Amsterdam, British Museum                                                                  | B. 21 White et Buvelot 1999, no 53.                                                                      |               |
| Autoportrait au béret                                                         | c. 1642            | 93 × 62 mm                                                | 1 (eau-forte)                                                       | Rijksmuseum Amsterdam, British Museum                                                                  | B. 26 White et Buvelot 1999, no 58.                                                                      |               |
| Feuille de modèles avec autoportrait                                          | c. 1645            | 78 × 69 mm                                                | 1 (eau-forte)                                                       | Rijksmuseum Amsterdam, British Museum                                                                  | B. 372 White et Buvelot 1999, no 61.                                                                     |               |
| Autoportrait à la fenêtre, dessinant sur une plaque                           | 1648               | 160 × 130 mm                                              | 5 (eau-forte et pointe-sèche)                                       | Rijksmuseum Amsterdam, British Museum                                                                  | B. 22 White et Buvelot 1999, no 62.                                                                      |               |
| Feuille de modèles avec autoportrait                                          | c. 1651            | 111 × 92 mm                                               | 1 (eau-forte)                                                       | Rijksmuseum Amsterdam, British Museum                                                                  | B. 370 White et Buvelot 1999, no 64.                                                                     |               |
| Autoportrait, dessinant sur une plaque                                        | c. 1658            | 117 × 63 mm                                               | 1 (eau-forte)                                                       | Petit Palais                                                                                           | S. 379 White et Buvelot 1999, no 72.                                                                     |               |

### Autoportraits dessinés
| Image | Titre                                   | Année        | Technique | Dimensions     | Lieu de conservation                | Commentaire |
| ----- | --------------------------------------- | ------------ | --- | -------------- | ----------------------------------- | --- |
|       | Autoportrait à la chevelure en désordre | c. 1629      | Plume et encre brune, pinceau et peinture grise                                                              | 12,7 × 9,4 cm  | Rijksmuseum Amsterdam               | Dessin lié à la gravure B. 338, Autoportrait, tête nue White et Buvelot 1999, no 12.                                                |
|       | Autoportrait à la bouche ouverte        | c. 1629      | Plume et encre brune, pinceau et peinture grise ; lignes de composition quadrillées avec la même encre brune | 12,7 × 9,5 cm  | British Museum, Londres             | Dessin lié à la gravure B. 13, Rembrandt à la bouche ouverte White et Buvelot 1999, no 13.                                          |
|       | Autoportrait                            | ca. 1633     | ? | ?              | Musée des beaux-arts de Marseille   | Dessin lié à la gravure B. 17, Rembrandt avec l'écharpe autour du cou.                                                              |
|       | Autoportrait au béret                   | c. 1635-1638 | Sanguine | 12,9 × 11,9 cm | National Gallery of Art, Washington | Dessin lié à la gravure B. 2, Rembrandt « aux trois moustaches ». White et Buvelot 1999, no 45.                                     |
|       | Autoportrait, assis                     | c. 1636      | Plume et pinceau et encre brune, avec rehauts blancs                                                         | 12,3 × 13,7 cm | Kupferstichkabinett Berlin          | Dessin lié à la gravure B. 19, Rembrandt et Saskia. White et Buvelot 1999, no 47.                                                   |
|       | Autoportrait en pied                    | c. 1650      | Plume et encre brune sur papier brunâtre                                                                     | 20,3 × 13,4 cm | Musée de la maison de Rembrandt     | Unique autoportrait dans lequel Rembrandt se représente en pied. White et Buvelot 1999, no 63. Dessin lié à l'Autoportrait de 1652. |
|       | Autoportrait                            | c. 1660      | Plume et encre brune                                                                                         | 69 × 62 mm     | Musée Boijmans Van Beuningen        | White et Buvelot 1999, no 77. Dessin lié au Portrait d'Abraham Francen.                                                             |
|       | Autoportrait                            | с. 1660      | Plume et encre noire-brune, flou gris, flou blanc sur papier sépia                                           | 8,2 × 7,1 cm   | Albertina, Vienna                   | White et Buvelot 1999, no 78. Dessin lié à la peinture W281, Autoportrait au chevalet et à l'appuie-main de peintre.                |

## Anciennes attributions
| Titre                                                       | Date    | Dimensions     | Conservation                           | Commentaire | Image                                                                              |
| ----------------------------------------------------------- | ------- | -------------- | -------------------------------------- | --- | ---------------------------------------------------------------------------------- |
| Portrait de Rembrandt avec collier d'or                     | c. 1629 | 61,4 × 46,9 cm | coll. priv.                            | Probablement une copie par un élève de l'atelier de Rembrandt d'après un autoportrait perdu de c. 1629. White et Buvelot 1999, no 16. |                                                                                    |
| Portrait de Rembrandt en costume oriental                   | 1631    | 70,4 × 50,2 cm | Musée de la maison de Rembrandt        | Attribué à Isaac de Jouderville, d'après Rembrandt. White et Buvelot 1999, no 29b. Lié à |                                                                                    |
| Portrait avec chapeau et chaîne en or (en)                  | 1635    | 57 × 44 cm     | Musée d'art de São Paulo               | Attribution à Rembrandt très disputée ; le fait qu'il s'agisse d'un autoportrait n'est en soi pas consensuel ; attributions à Rembrandt, son atelier voire son entourage,. (Non cat. par White et Buvelot 1999.) |                                                                                    |
| Tronie d'un jeune homme avec hausse-col et béret            | c. 1639 | 62,5 × 54 cm   | Galerie des Offices, Florence          | Le sujet du tableau est remis en question par les critiques modernes : il ne s'agirait peut-être pas d'un autoportrait, mais du portrait d'un jeune homme non identifié ; la paternité même de l'œuvre n'est pas certaine,. White et Buvelot 1999, no 52. |                                                                                    |
| Autoportrait avec béret, chaîne en or et médaille           | c. 1640 | 92,3 × 76,4 cm | coll. priv.                            | Anonyme d'après Rembrandt ? Fait probablement partie d'une série de copies d'un autoportrait disparu. White et Buvelot 1999, no 55a. Lié au suivant. |                                                                                    |
| Autoportrait avec béret, chaîne en or et croix              | c. 1640 | 94,4 × 74,3 cm | Musée des beaux-arts du Canada, Ottawa | Anonyme d'après Rembrandt ? Fait probablement partie d'une série de copies d'un autoportrait disparu. White et Buvelot 1999, no 55b. Lié au précédent. |                                                                                    |
| Portrait de Rembrandt van Rijn                              | c. 1645 | 25,8 × 21,4 cm | Musée des Beaux-Arts de Leipzig        | Atelier de Rembrandt ; attribué à Carel Fabritius. (Non cat. par White et Buvelot 1999.) |                                                                                    |
| Autoportrait dessinant                                      | c. 1557 | ?              | Autoportrait disparu                   | Seul autoportrait peint où il se représente en train de dessiner. On connaît son existante grâce à six copies peintes, dont Portrait de Rembrandt avec plume, encrier et carnet de croquis (74,5 × 61 cm, San Francisco De Young Museum, ci-contre ; White et Buvelot 1999, no 70a.) et une gravée. L'autoportrait original serait davantage proche de la reproduction en manière noire de Jacob Gole,. | Portrait de Rembrandt avec plume, encrier et carnet de croquis (Anonyme, c. 1657). |
| Rembrandt portant un oiseau de proie ou Rembrandt au faucon | n. d.   | 125 × 98 mm    | Petit Palais, British Museum           | Gravure B. 3. Rejetée par Coppier et les autres spécialistes. Attribuée à l'école de Rembrandt ou directement à Isaac de Jouderville. Rovinski décrit 4 états de cette pièce extrêmement rare, qui a été payée environ 1 000 fr. en 1887. |                                                                                    |

## Postérité

### Place des autoportraits de Rembrandt

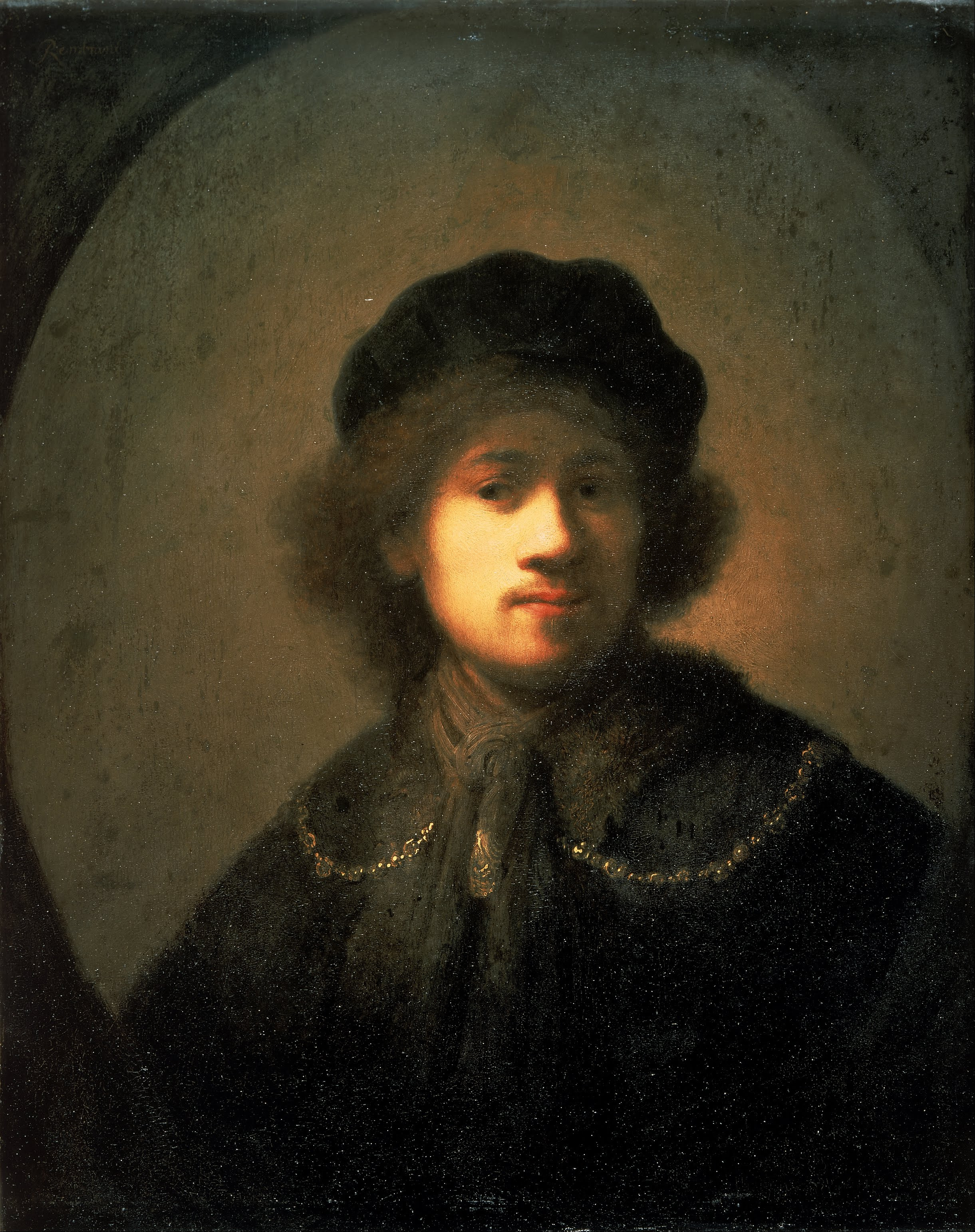
Autoportrait avec béret et collier d'or (c. 1630-1631, Walker Art Gallery), le portrait qui a apporté rapidement de la célébrité à Rembrandt.

Lorsque le diplomate anglais Robert Kerr fait l'acquisition, sur la recommandation de l'homme d'État néerlandais Constantijn Huygens, de l'Autoportrait avec béret et collier d'or dès 1630-1631, et qu'il l'offre à son roi Charles Ier, il donne un statut à Rembrandt : dès le début de sa carrière, son autoportrait fait partie des collections du roi d'Angleterre, aux côtés d'autres autoportraits d'artistes de renom, tels que Pierre Paul Rubens et Antoine van Dyck, qui ont travaillé à la cour.
Ainsi, Rembrandt acquiert sa renommée internationale grâce à un autoportrait, et ce dès le début de sa carrière. Il satisfait le besoin croissant de la clientèle de s'offrir un pittore famoso (peintre célèbre), ce qui explique en partie sa grande production d'autoportraits qui répond aux nombreuses commandes à destination de collections prestigieuses. Rembrandt jouit d'une « excellente réputation » en Hollande et à l'étranger, dans des collections de l'aristocratie et auprès des amateurs, et la production de gravures permet aussi de satisfaire les bourgeois ayant une bourse plus modeste.
Les artistes allemands, flamands et néerlandais du XVIe siècle, en particulier Dürer, Leyde, Lampsonius et Cock, ont produit des portraits et des dictionnaires biographiques qui ont posé les bases de l'essor d'une école du Nord de l'Europe. Les portraits d'artistes du XVIIIe siècle servent toujours à célébrer la peinture hollandaise et allemande, comme le montre l'œuvre de Jan Stolker notamment. De nombreux autoportraits de Rembrandt, par les éléments qu'il reproduit et le statut qu'il donne à l'artiste, montrent qu'il se sent bien l'héritier d'une longue tradition.
En 1664, le moine bénédictin allemand Gabriel Bucelin établit une liste de cent soixante-trois artistes notables, accolant à Rembrandt la formule « nostrae aetatis miraculum » (merveille de notre temps). Il conserve cette image de grand peintre au fil des siècles. Dans la fresque de Giuseppe Zocchi qui décore une salle du palais Gerini, la personnification des Arts consulte un grand livre (le catalogue de la collection), ouvert à la page d'une gravure d'après la Tronie d'un jeune homme avec hausse-col et béret (un autoportrait attribué à Rembrandt). La plus grande collection de portraits d'artistes du nord de l'Europe est constituée par Laktanz Firmian à la fin du XVIIIe siècle, neveu et héritier de Leopold Anton von Firmian (de), prince-évêque de Salzbourg. Une copie de Rembrandt figure dans sa collection de 248 tableaux, peut-être produite après que Firmian a envoyé en secret des artistes reproduire les portraits de la collection Médicis — ce qui met en évidence l'importance des portraits et autoportraits et le fait qu'une telle collection ne pouvait exister sans un Rembrandt.

### Influence

#### Influence sur ses élèves
Les autoportraits des élèves de Rembrandt servent souvent de point de comparaison entre leur style et celui de leur maître, tant la technique de Rembrandt dans ses autoportraits est distinctive. Certains d'entre eux suivent notamment son exemple de se représenter à la mode du XVIe siècle ou bien avec des vêtements fantaisistes, comme Ferdinand Bol. Gérard Dou acquiert lui le « souci du détail et un rendu illusionniste de la matière qui avait caractérisé la période leydoise de Rembrandt » et en fait sa spécialité ; il est aussi l'élève qui pratique le plus l'autoportrait.

Autoportraits peints par des élèves de Rembrandt
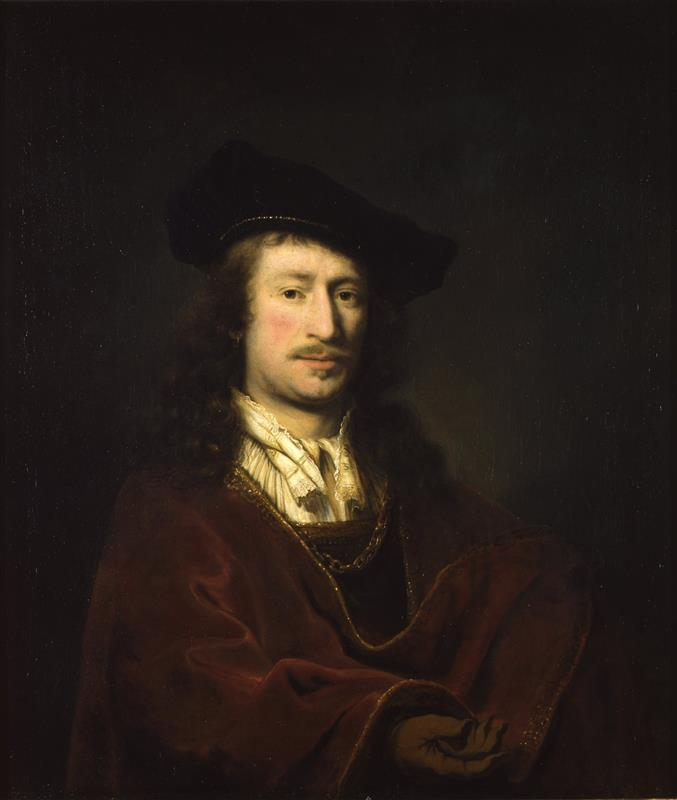
Autoportrait à l'âge de trente ans, de Ferdinand Bol (1646, musée de Dordrecht), inspiré de l'Autoportrait à l'âge de 34 ans[116].
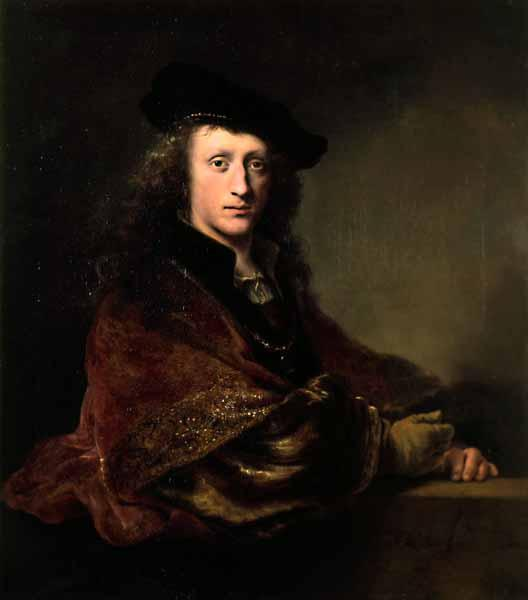
Autoportrait, de Ferdinand Bol (1647, musée d'Art de Toledo), également inspiré de l'Autoportrait à l'âge de 34 ans[116].
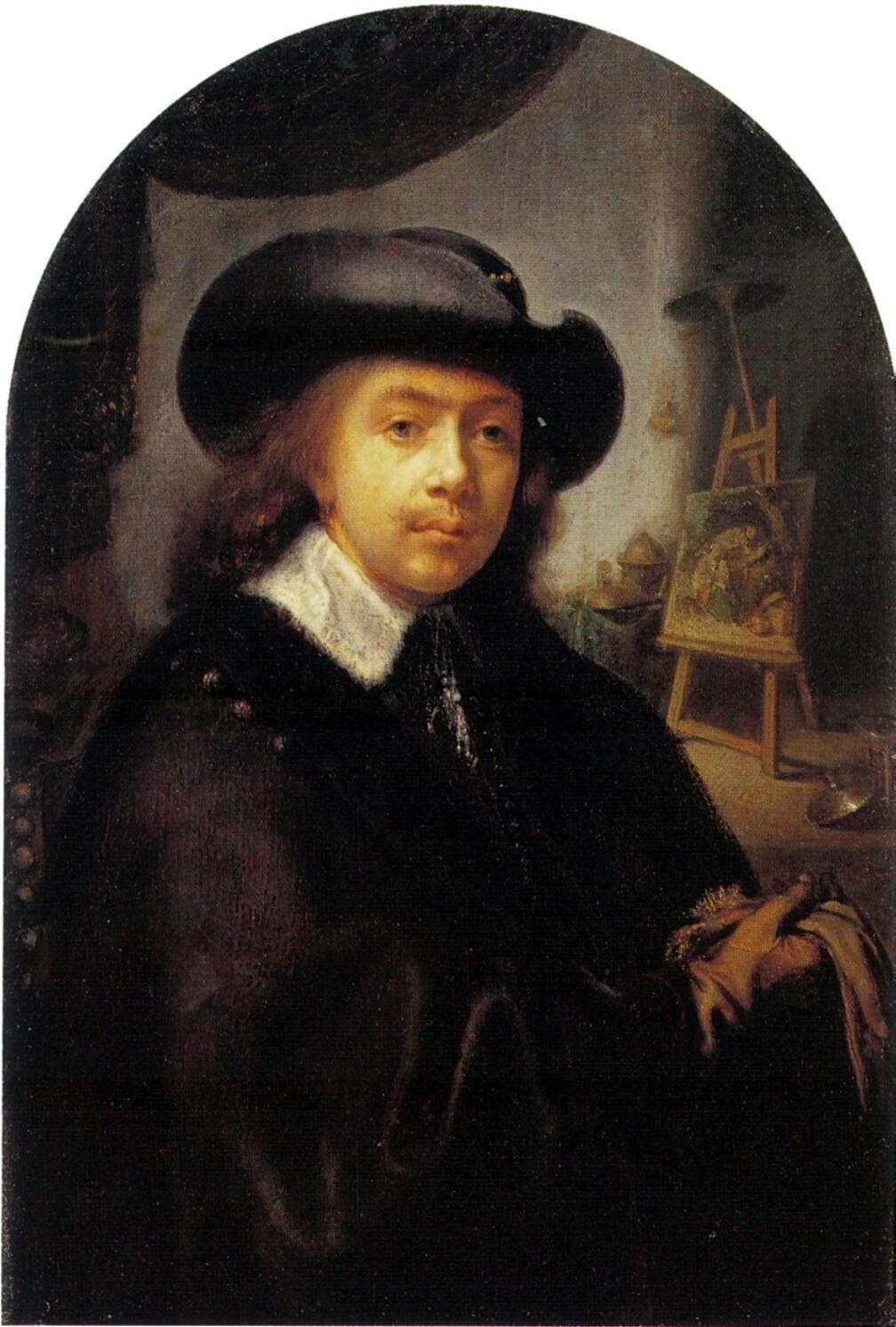
Autoportrait, de Gérard Dou (c. 1645-1646, coll. priv. en dépôt à la Mauritshuis)[117].
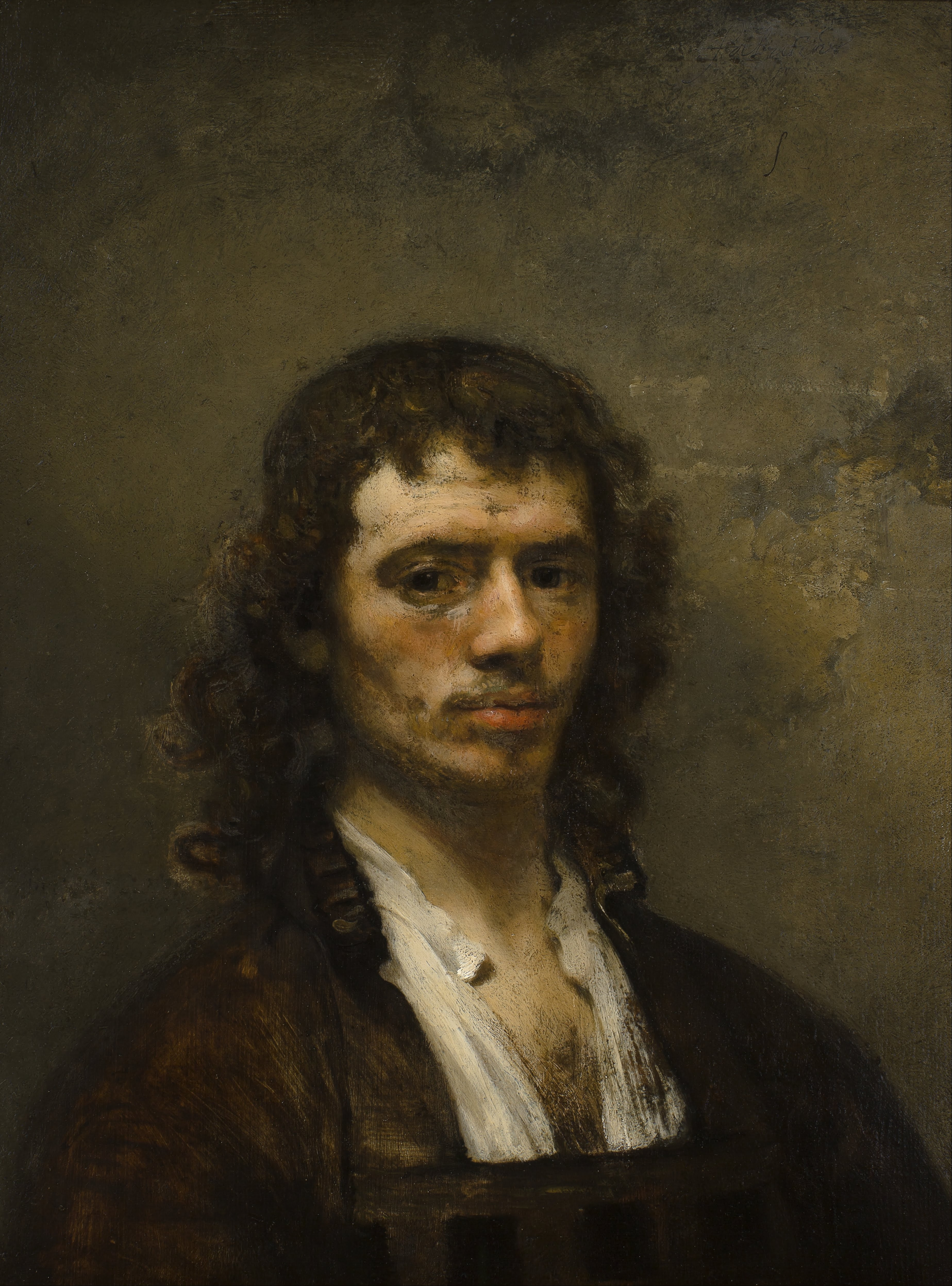
Autoportrait, de Carel Fabritius (c. 1645, musée Boijmans Van Beuningen). Pour la « touche large et les chauds coloris », et le costume du XVIe siècle[118].
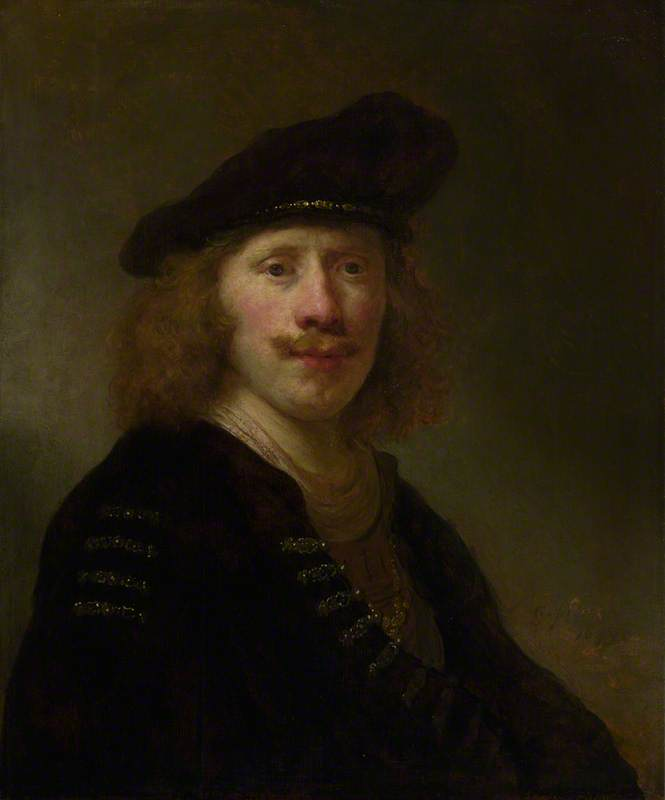
Autoportrait à l'âge de vingt-quatre ans, de Govert Flinck (1639, National Gallery). Tentative de faire passer ce portrait pour une œuvre de Rembrandt en falsifiant la signature. Très proche du style, du coloris, de la composition et du costume de Rembrandt[119].
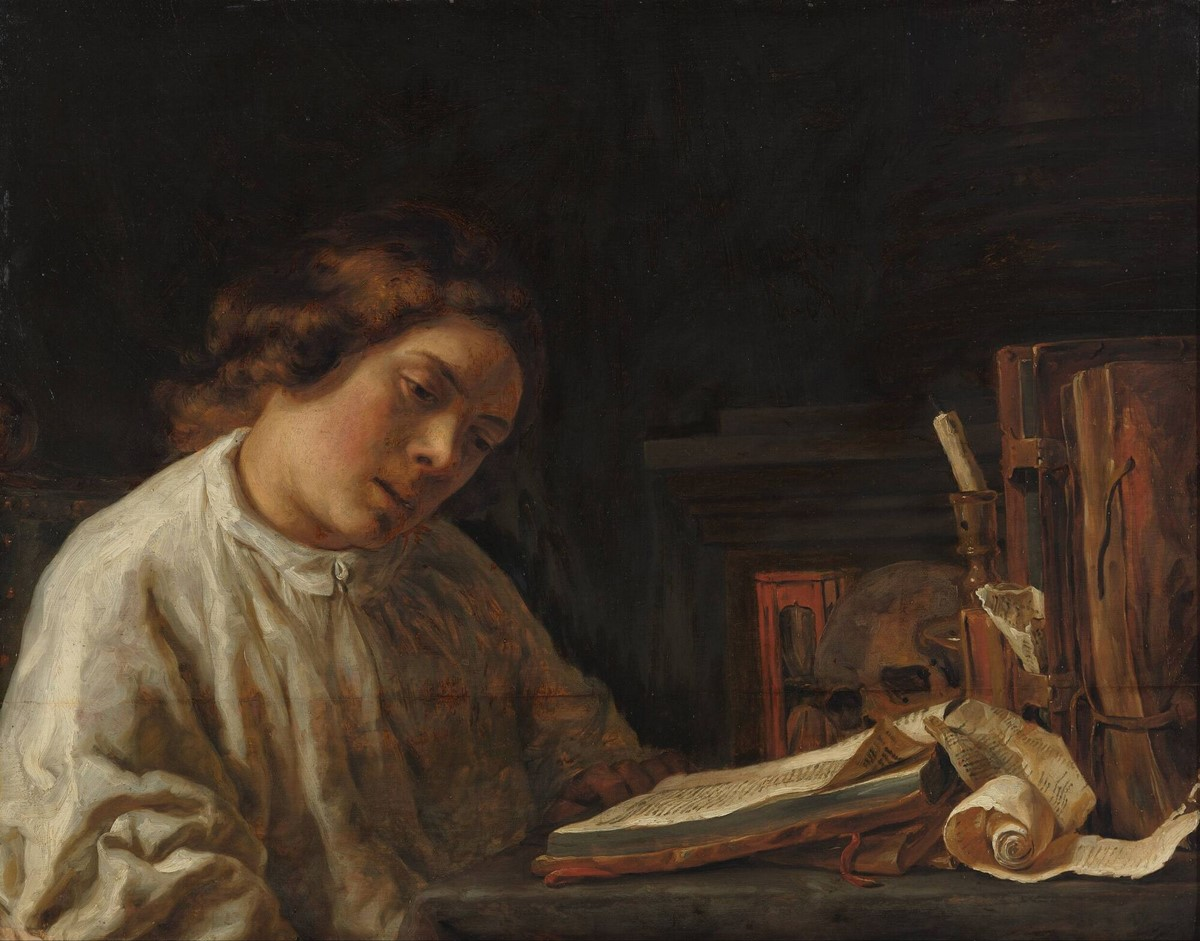
Autoportrait à l'âge de dix-sept ans, avec nature morte, de Samuel van Hoogstraten (1644, musée Boijmans Van Beuningen). Si la composition et le sujet n'ont rien à voir avec l'œuvre de Rembrandt, « la douceur du coloris et la virtuosité du pinceau trahissent l'influence du maître »[120].

Autoportraits gravés ou dessinés par des élèves de Rembrandt
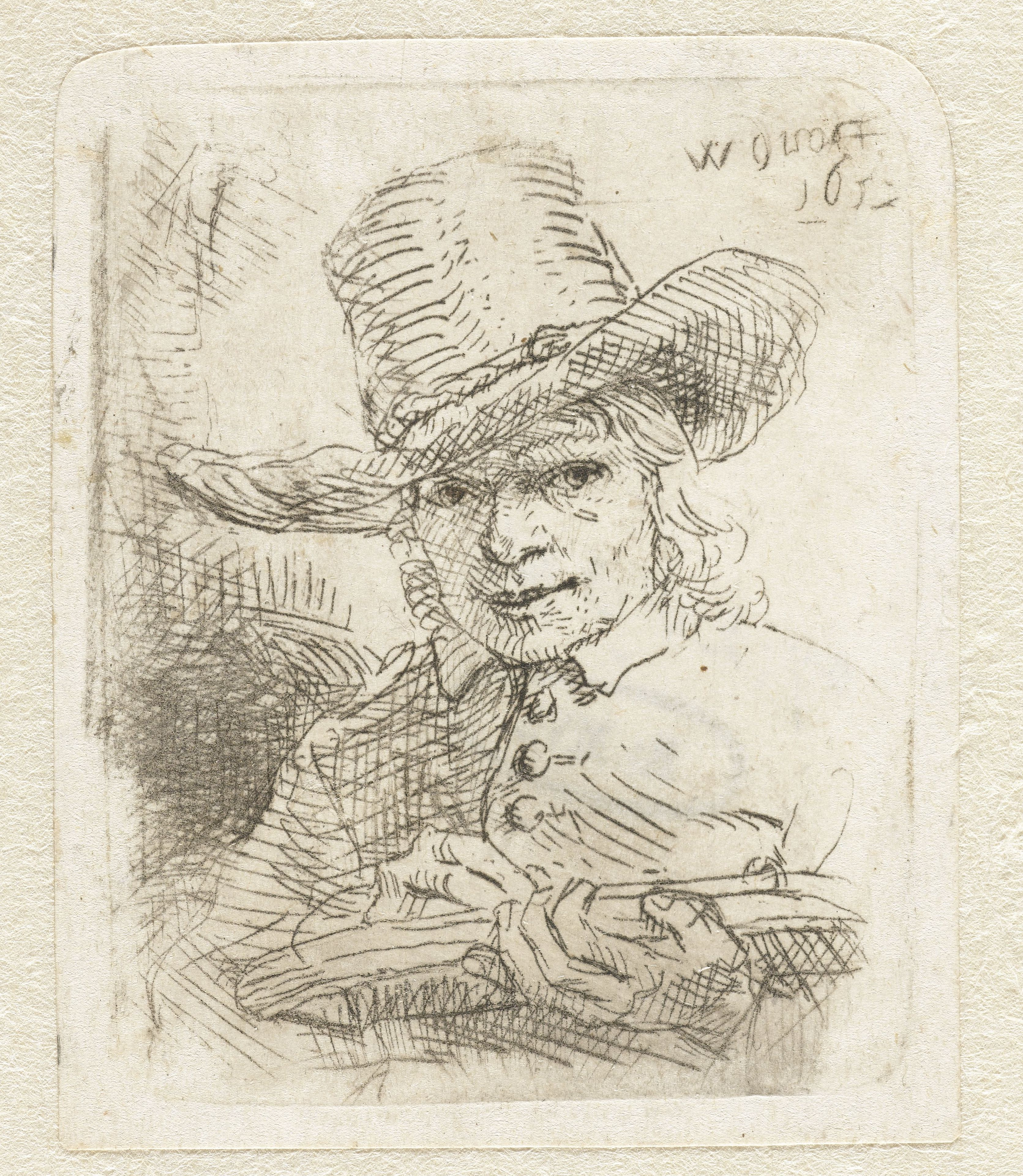
Autoportrait à l'âge de trente ans, dessinant ou gravant à l'eau-forte, eau-forte de Willem Drost (1652, Rijksmuseum Amsterdam). Le sujet et la technique sont très proches de celles de son maître[121].
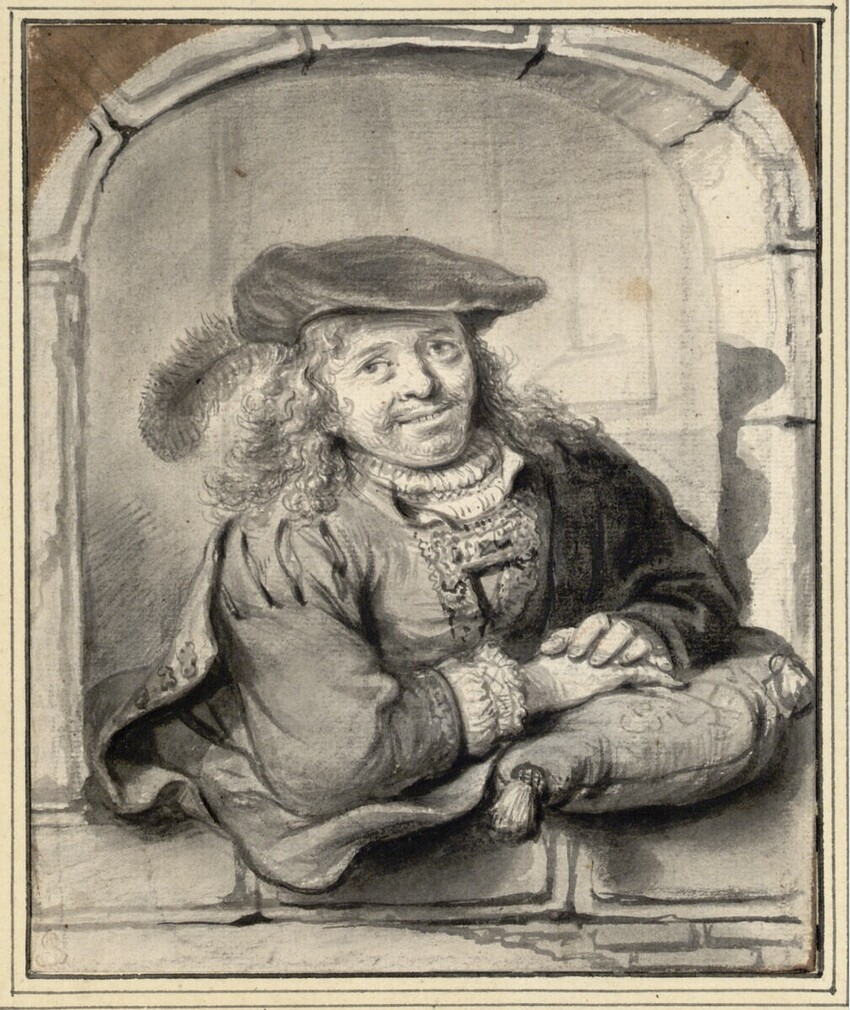
Autoportrait, dessin de Ferdinand Bol (c. 1650-1655, Albertina). Un temps attribué à Rembrandt ; inspiré notamment de l'autoportrait à l'eau-forte de 1638 (B. 20)[122].
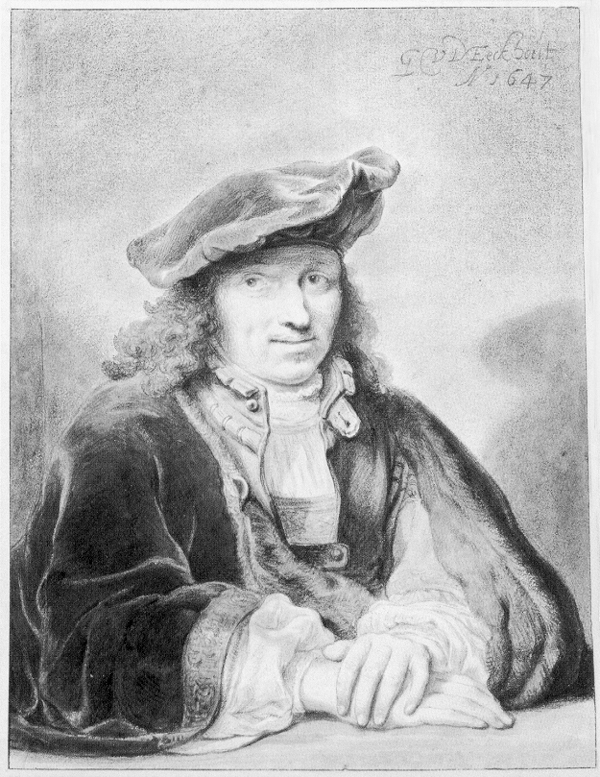
Autoportrait à l'âge de vingt-six ans, dessin de Gerbrand van den Eeckhout (1647, Institut néerlandais). Inspiré des autoportraits d'époque, notamment de l'Autoportrait à l'âge de 34 ans[123].
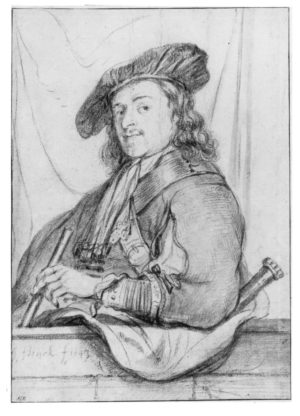
Autoportrait, dessin de Govert Flinck (1643, Klassik Stiftung Weimar (de)). Fortement inspiré de la composition de l'eau-forte de 1639 (B. 21)[124].
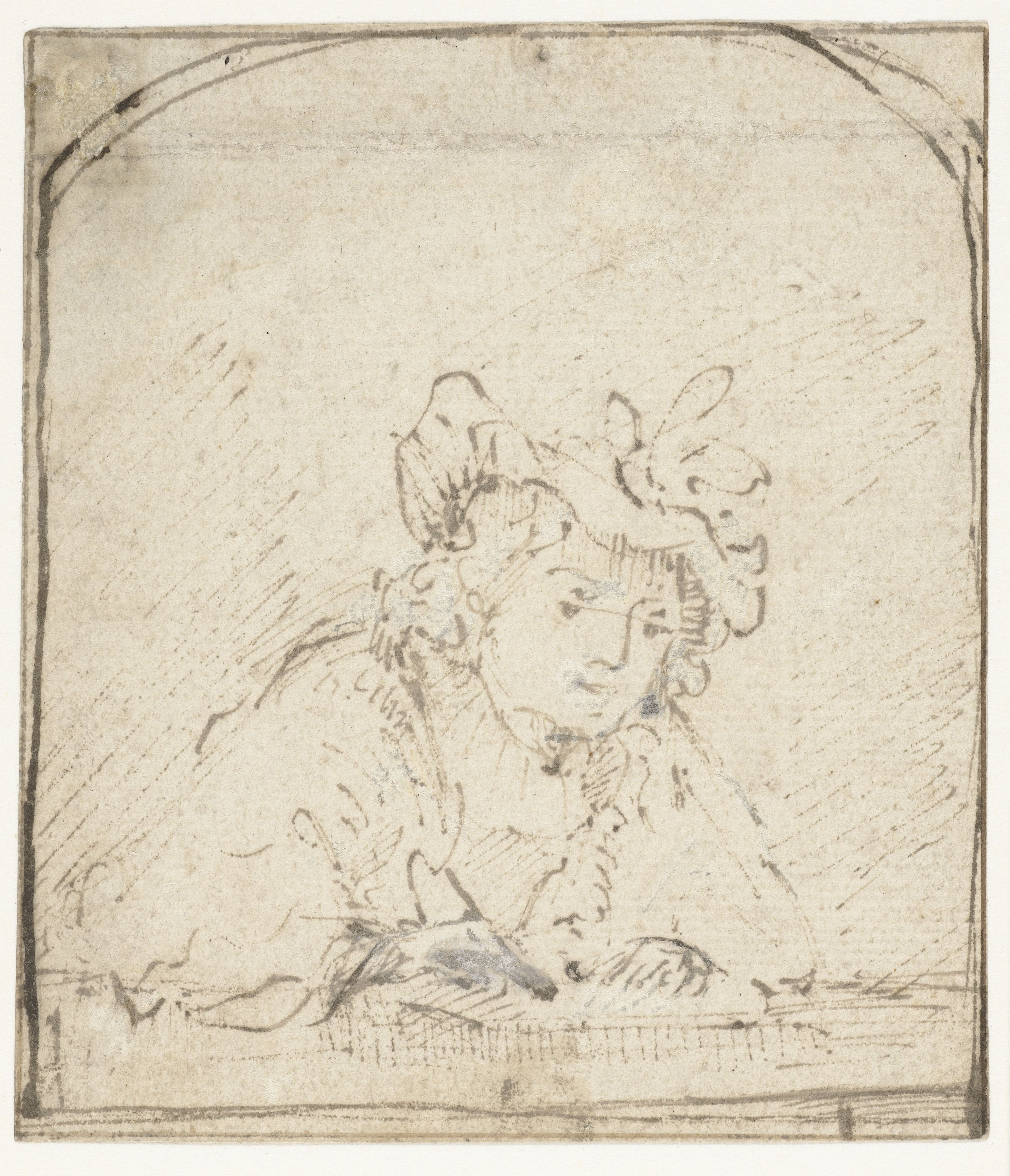
Autoportrait de l'artiste dessinant, dessin de Arent de Gelder (c. 1661-1663, Rijksmuseum Amsterdam). S'inspire des œuvres tardives de Rembrandt, dans son atelier[125].

#### Copies et autres inspirations
Les autoportraits de Rembrandt ont généré beaucoup de copies, notamment par son atelier, puisque Rembrandt faisait travailler ses élèves en utilisant ses autoportraits comme modèles. Cela a donné lieu à de grandes difficultés d'attribution, tant certaines copies étaient proches du style et de la technique des originaux.
- Quelques copies d'autoportraits de Rembrandt[af]

Quelques copies d'autoportraits de Rembrandt
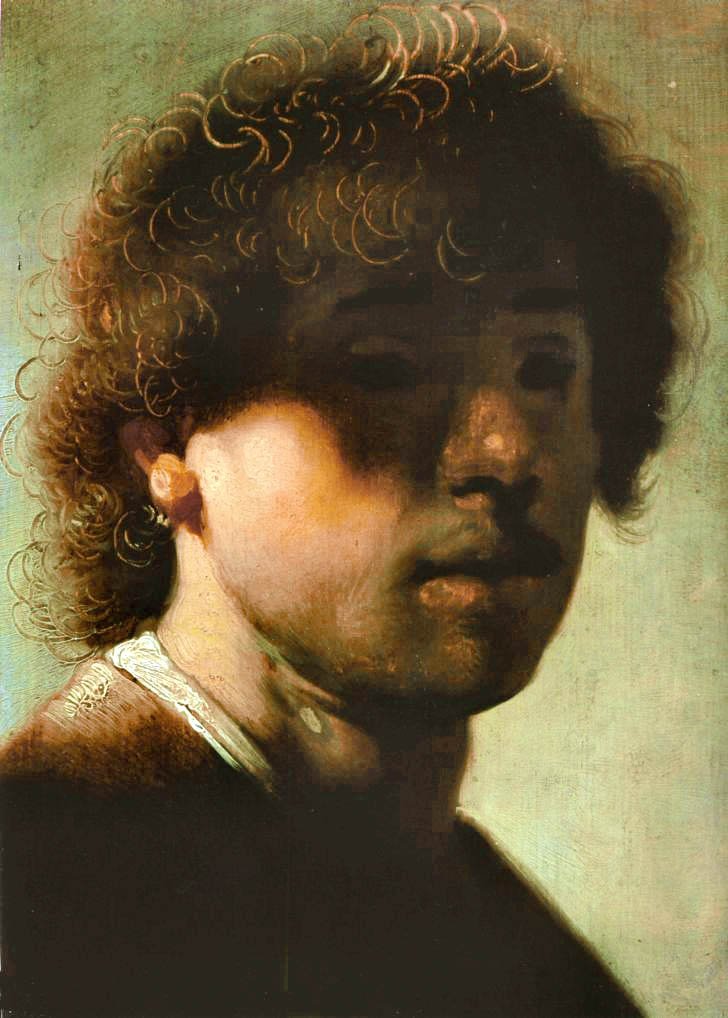
Portrait de jeune homme, anonyme (XVIIe siècle, Gemäldegalerie Alte Meister de Cassel) d'après Autoportrait de jeunesse de c. 1628.
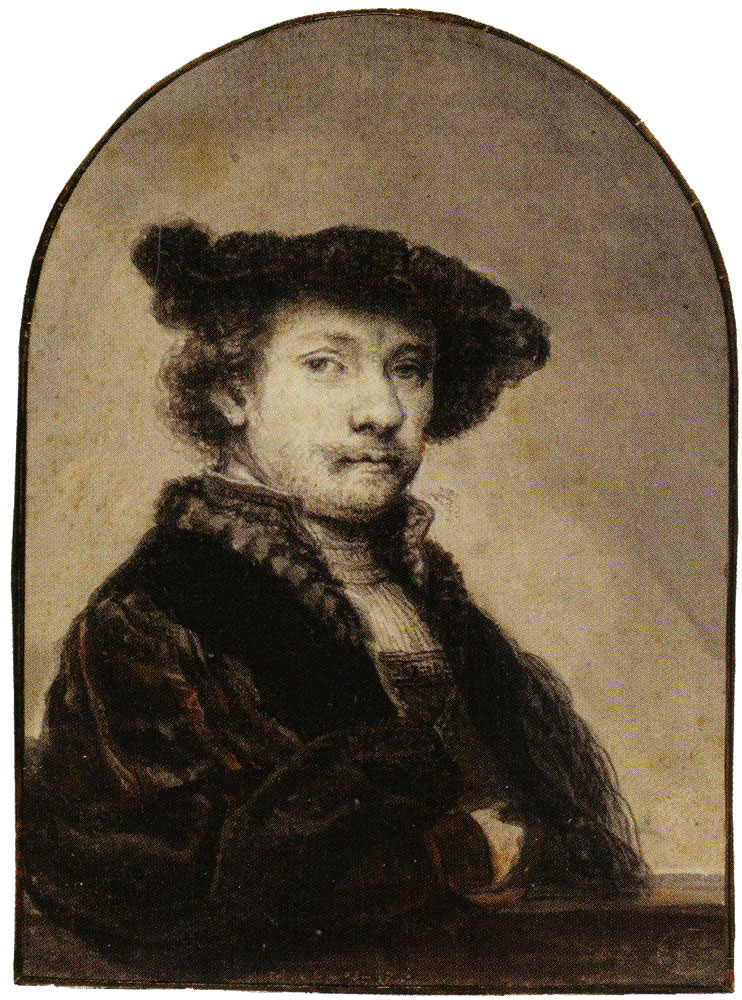
Portrait de Rembrandt, dessin de Ferdinand Bol (1640, National Gallery of Art), d'après l'Autoportrait à l'âge de 34 ans[116].
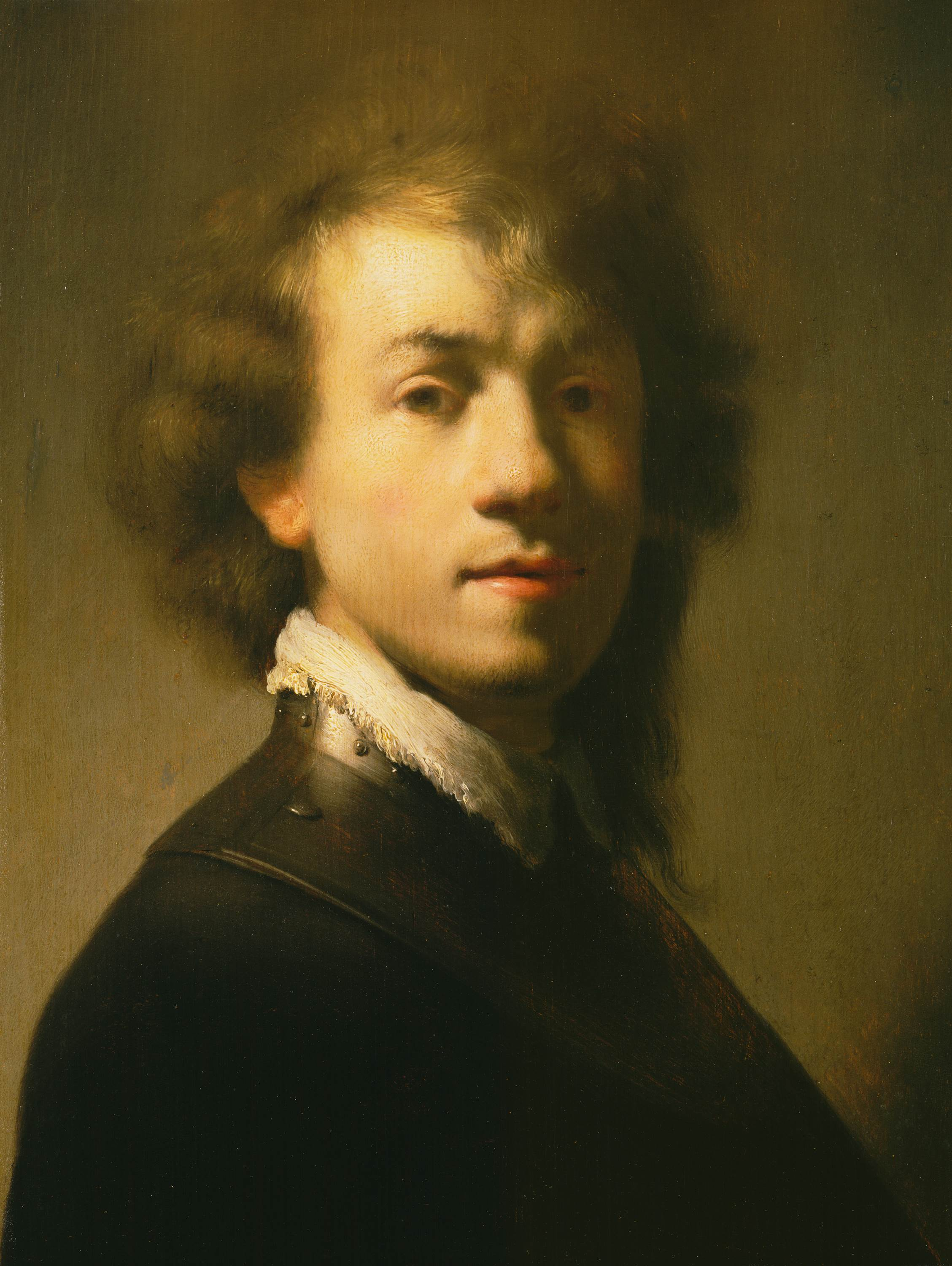
Autoportrait avec un gorgerin, peut-être de Gérard Dou, anciennement attribué à Rembrandt et Jan van Vliet (c. 1629, Mauritshuis), d'après Autoportrait avec un gorgerin.
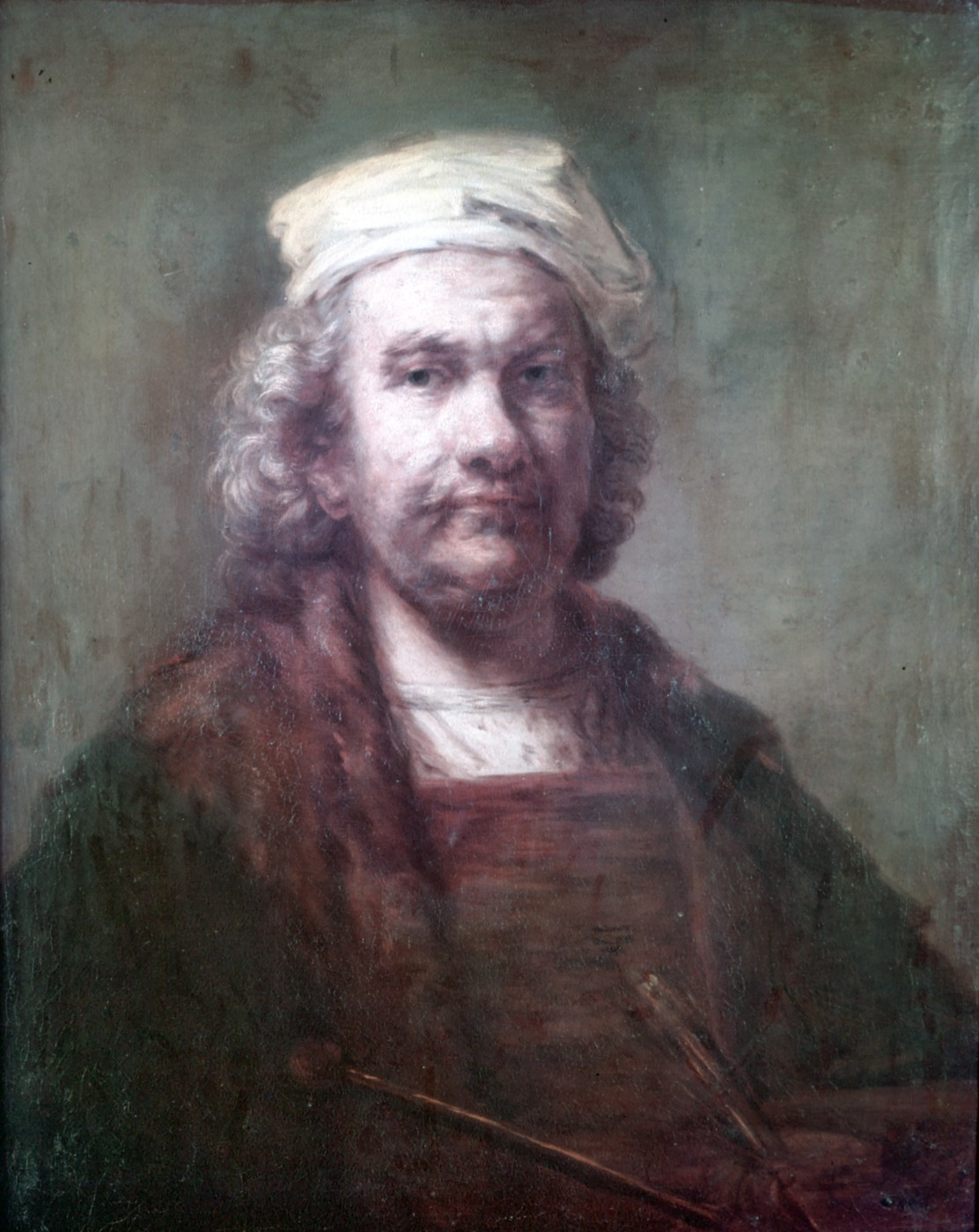
Autoportrait, anonyme (XVIIe siècle, musée du Prado), d'après Autoportrait aux deux cercles de c. 1665-1669.
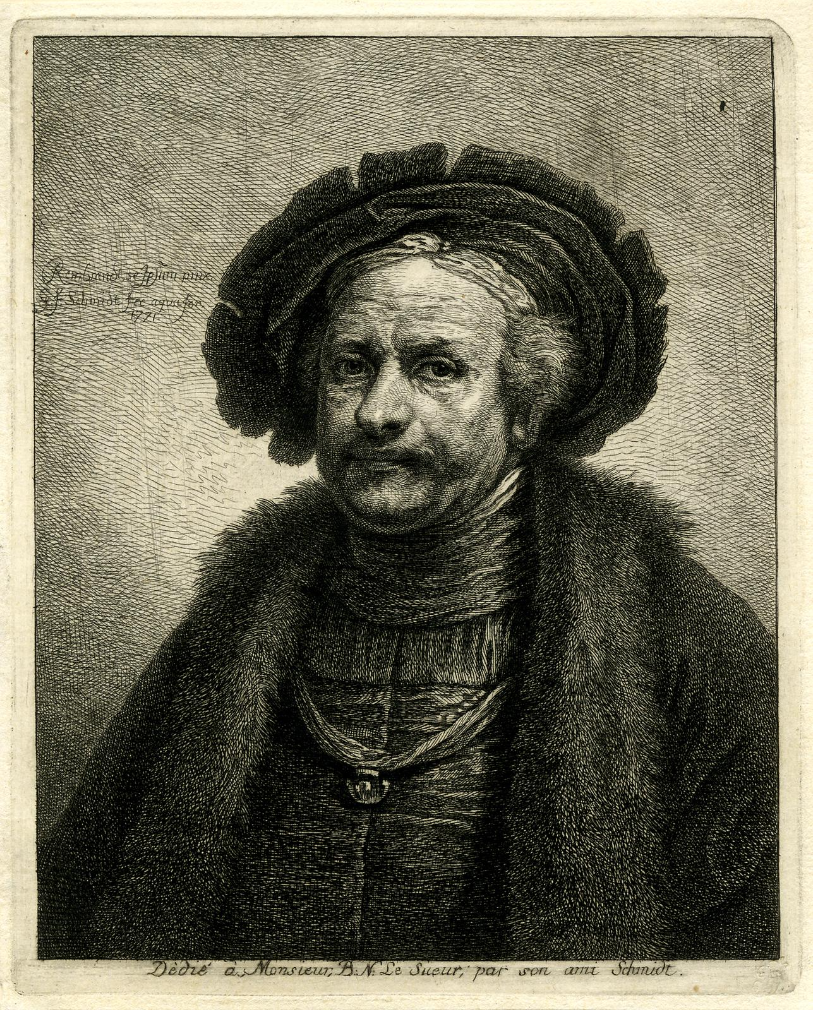
Portrait de Rembrandt, gravure de Georg Friedrich Schmidt (1771, British Museum), d'après l'autoportrait de c. 1669 (Galerie des Offices).
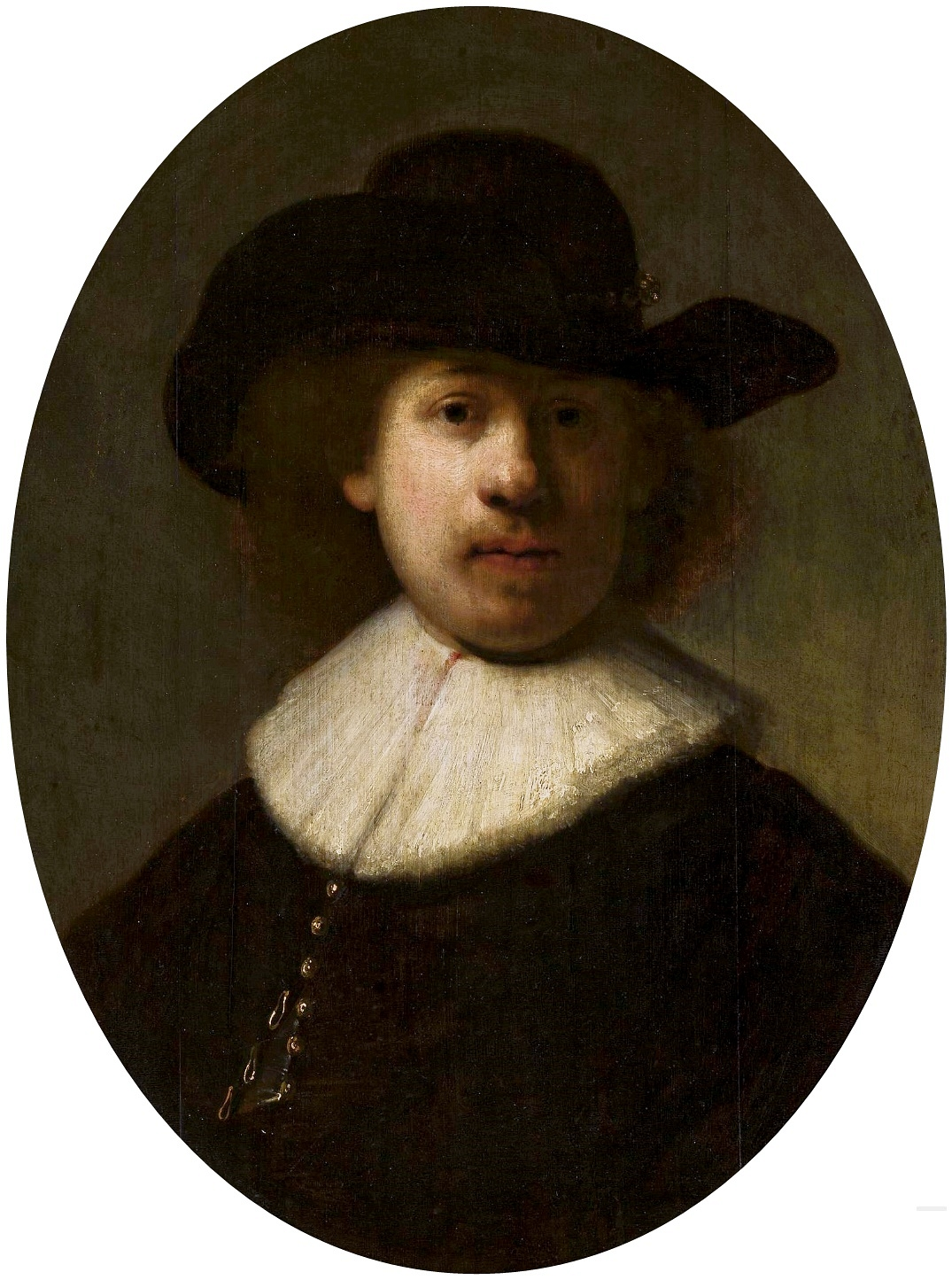
Portrait de Rembrandt, anonyme de l'entourage de Rembrandt (après 1632, musée national de Varsovie), d'après Autoportrait au chapeau à large bord de 1632.
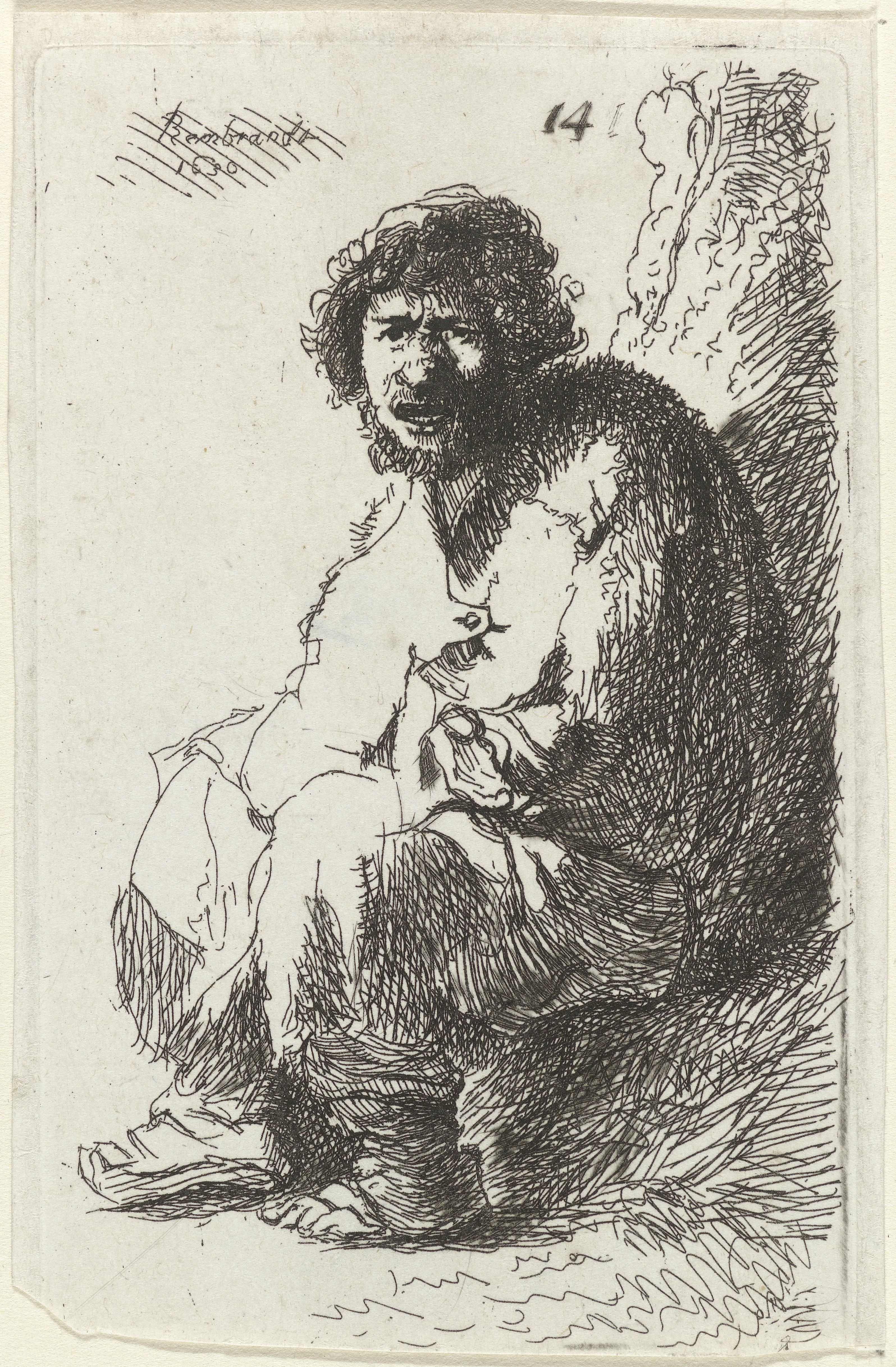
Mendiant, assis contre une colline, gravure de Thomas Worlidge (XVIIIe siècle, Rijksmuseum Amsterdam), d'après l'estampe Autoportrait en mendiant de 1630 (B. 174).

Un artiste s'est inspiré des autoportraits de Rembrandt pour l'un des personnages exprimant la peur du tableau Samson et Dalila (entre 1626 et 1630, Rijksmuseum Amsterdam) ; aujourd'hui attribué à Rembrandt, il a un temps été considéré comme réalisé par l'ami de Rembrandt, Jan Lievens.
Dans un autre style, Jeff Koons y est lui aussi allé de sa propre interprétation d'un autoportrait de Rembrandt, Autoportrait au béret avec deux colliers d'or (c. 1642-1643), en le reproduisant affublé d'un ballon bleu, dans sa série Gazing Ball en 2015,,.

### Avatars, rétrospectives et hommages
Rembrandt a fait l'objet de nombreux portraits peints, gravés et même sculptés, comme le buste réalisé par Simon Nicolas Mansion en 1819. Ses autoportraits sont reconnus par le public, la critique et les autres artistes, tels que Vincent van Gogh, lui aussi connu pour ses autoportraits :

« Les portraits peints par Rembrandt… c'est plus que la nature, ça tient de la révélation. »

— Vincent van Gogh, 1883

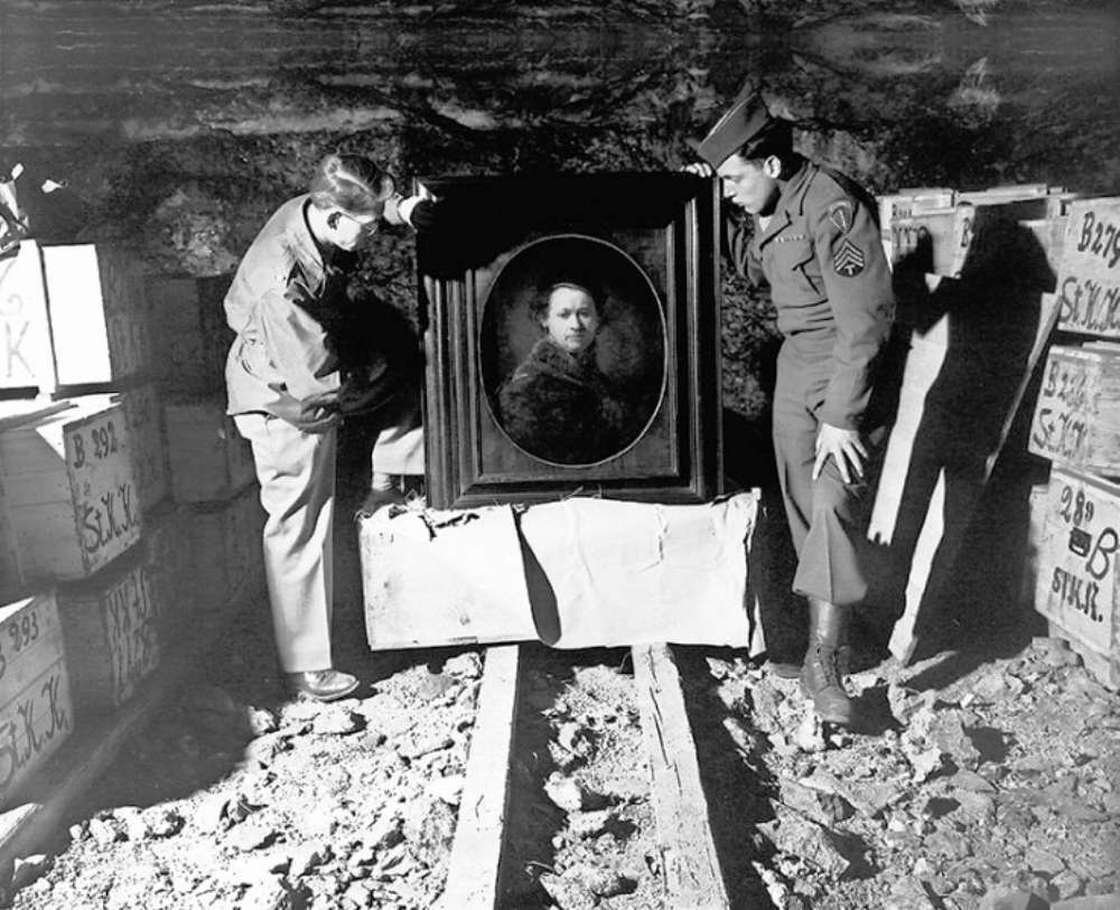
Découverte de l’Autoportrait avec béret et manteau rouge, le 3 mai 1946, dans une mine de sel en Allemagne.

En 1946, un autoportrait de Rembrandt (Autoportrait avec béret et manteau rouge, c. 1645), qui appartenait à l'origine au musée de Karlsruhe, est retrouvé par l'Américain Harry Ettlinger, l'un des Monuments Men, dans une mine de sel de Heilbronn. Il conserve chez lui une copie gravée, tandis que l'original est restitué à la Staatliche Kunsthalle Karlsruhe.
À l'occasion de l'année Rembrandt en 1956 (pour les 350 ans de sa naissance), Bert Haanstra produit un court métrage, Rembrandt, schilder van de mens (Rembrandt peintre de l'homme) dans lequel il filme dans l'ordre chronologique les autoportraits peints sur une période de quarante ans, qui s'enchaînent dans un fondu entre les images. Il fait coïncider chacune de celles-ci en plaçant les yeux à la même hauteur, ce qui facilite visuellement pour le visiteur les transitions entre les images et donc l'évolution de Rembrandt.
Dans les années 1990 ont lieu les trois seules rétrospectives notables consacrées aux autoportraits de Rembrandt :
- « Rembrandt by himself » (Rembrandt par lui-même), Glasgow Museums, Glasgow, 1990-1991[136].
- « Rembrandt by himself » (Rembrandt par lui-même), National Gallery, Londres, 1999[137].
- « Rembrandt zelf » (Rembrandt par lui-même), Cabinet royal de peintures Mauritshuis, La Haye, 1999-2000[138].

Peu avant la fermeture du Nationalmuseum de Stockholm, le 22 décembre 2000, l'autoportrait de 1630 et deux tableaux d'Auguste Renoir (Jeune Parisienne et Conversation) sont volés par des hommes armés. Après une enquête approfondie et avec l'aide du FBI, l'autoportrait a pu être récupéré le 21 septembre 2005, le jour même où le musée inaugurait la nouvelle exposition « Holländsk guldålder » (Siècle d'or néerlandais) ; les peintures de Renoir avaient été retrouvées avant. Les auteurs ont ensuite été acquittés pour provocation policière.
Dans le catalogue de l'exposition de Londres de 1999, Neil MacGregor et Frederik J. Duparc expliquent que « [les autoportraits de Rembrandt] sont si connus qu'aujourd'hui encore rares sont ceux qui ne reconnaissent pas immédiatement les traits du maître ».